# Köthen (Anhalt)
Köthen (Anhalt) (1885–1927 amtlich Cöthen) ist die Kreisstadt des sachsen-anhaltischen Landkreises Anhalt-Bitterfeld. Der Begründer der Homöopathie Samuel Hahnemann wirkte hier viele Jahre, und der homöopathische Weltärzteverband hat in Köthen seinen Sitz. Deswegen wird die Stadt gelegentlich als Welthauptstadt der Homöopathie bezeichnet. Weiterhin wurde in Köthen die Fruchtbringende Gesellschaft gegründet, und Johann Sebastian Bach schrieb hier unter anderem Teile des Wohltemperierten Klaviers und der Brandenburgischen Konzerte.

## Geografie

### Lage und Klima
Köthen liegt südlich von Magdeburg, nördlich von Halle (Saale), westlich von Dessau-Roßlau und östlich von Bernburg (Saale). Nördlich des Landkreises Anhalt-Bitterfeld beginnt das Biosphärenreservat Flusslandschaft Mittlere Elbe. Das nördliche Stadtgebiet wird von der Ziethe durchflossen, einem Gewässer mit sehr geringem Gefälle. Mitten im Schwarzerdegebiet der Magdeburger Börde gelegen, verfügt die Köthener Umgebung über beste landwirtschaftliche Böden. Durch den Regenschatten des Harzes ist die jährliche Niederschlagsmenge geringer als im restlichen Deutschland. Köthen liegt im Zentrum der fruchtbaren Köthener Ebene.
Die niedrigste für Köthen dokumentierte Temperatur wurde am 21. Februar 1929 mit −27,9 °C gemessen.

### Stadtgliederung
Folgende Ortschaften gehören zur Stadt Köthen:
| Ortschaft                            | Die Ortschaften von Köthen (anklickbare Karte) |
| ------------------------------------ | ---------------------------------------------- |
| Köthen (Kernstadt)                   | Die Ortschaften von Köthen (anklickbare Karte) |
| Arensdorf (mit Gahrendorf)           | Die Ortschaften von Köthen (anklickbare Karte) |
| Baasdorf                             | Die Ortschaften von Köthen (anklickbare Karte) |
| Dohndorf                             | Die Ortschaften von Köthen (anklickbare Karte) |
| Löbnitz an der Linde (mit Wenndorf)  | Die Ortschaften von Köthen (anklickbare Karte) |
| Merzien (mit Zehringen und Hohsdorf) | Die Ortschaften von Köthen (anklickbare Karte) |
| Wülknitz                             | Die Ortschaften von Köthen (anklickbare Karte) |

Zu den Ortsteilen zählen außerdem Porst und Elsdorf (seit 1961).
Die aus Orten hervorgegangenen Stadtteile (seit 1923) sind Geuz und Klepzig.
Die Ortschaften Merzien mit Zehringen und Hohsdorf wurden 1994, die anderen Ortschaften 2004 eingemeindet.

## Geschichte

### Vorgeschichte
Ältestes Zeugnis menschlicher Anwesenheit in der Köthener Gegend ist ein in der Prähistorischen Sammlung im Schloss Köthen aufbewahrter, etwa 250.000 Jahre alter Faustkeil eines altsteinzeitlichen Jägers. Aus der Mittelsteinzeit von vor etwa 10.000 Jahren zeugen Stielspitzen von Rentierjägern. Hier finden sich die Siedlungsplätze verschiedener Kulturen, die schon vor 5000 Jahren Ackerbau und Viehhaltung betrieben. Die ungewöhnlich große Zahl archäologischer Fundorte in der unmittelbaren Umgebung Köthens deutet auf eine relativ dichte Besiedlung schon Jahrtausende vor der Völkerwanderung. Zwischen 180 und 450 siedelten die germanischen Stämme der Hermunduren und Semnonen in der Köthener Gegend, deren eigene Keramik neben römischer Importware von festen Wohnstätten zeugt.
Etwa im 6. Jahrhundert drangen erstmals slawische Stämme bis in die Köthener Gegend und erbauten, oft auf der Basis vorhandener Anlagen, ihre Wallburgen. Nach 800 begann die karolingische Landnahme, und im Jahr 839 wurde die slawische Königsburg Cösitz südlich vom heutigen Köthen erobert. Der Gau Serimunt im Viereck zwischen Saale, Mulde, Elbe und Fuhne entwickelte sich im 11. Jahrhundert zum Herrschaftszentrum der Askanier. In den folgenden Jahrhunderten lebten hier slawische und deutsche Bevölkerungsteile nebeneinander – eine Wüstung Strösitz wird erwähnt – und noch bis zum Jahre 1293 war die sorbische Sprache an den anhaltischen Gerichten zugelassen. Zur Etymologie des Namens „Köthen“ vgl. den Artikel Kötter.

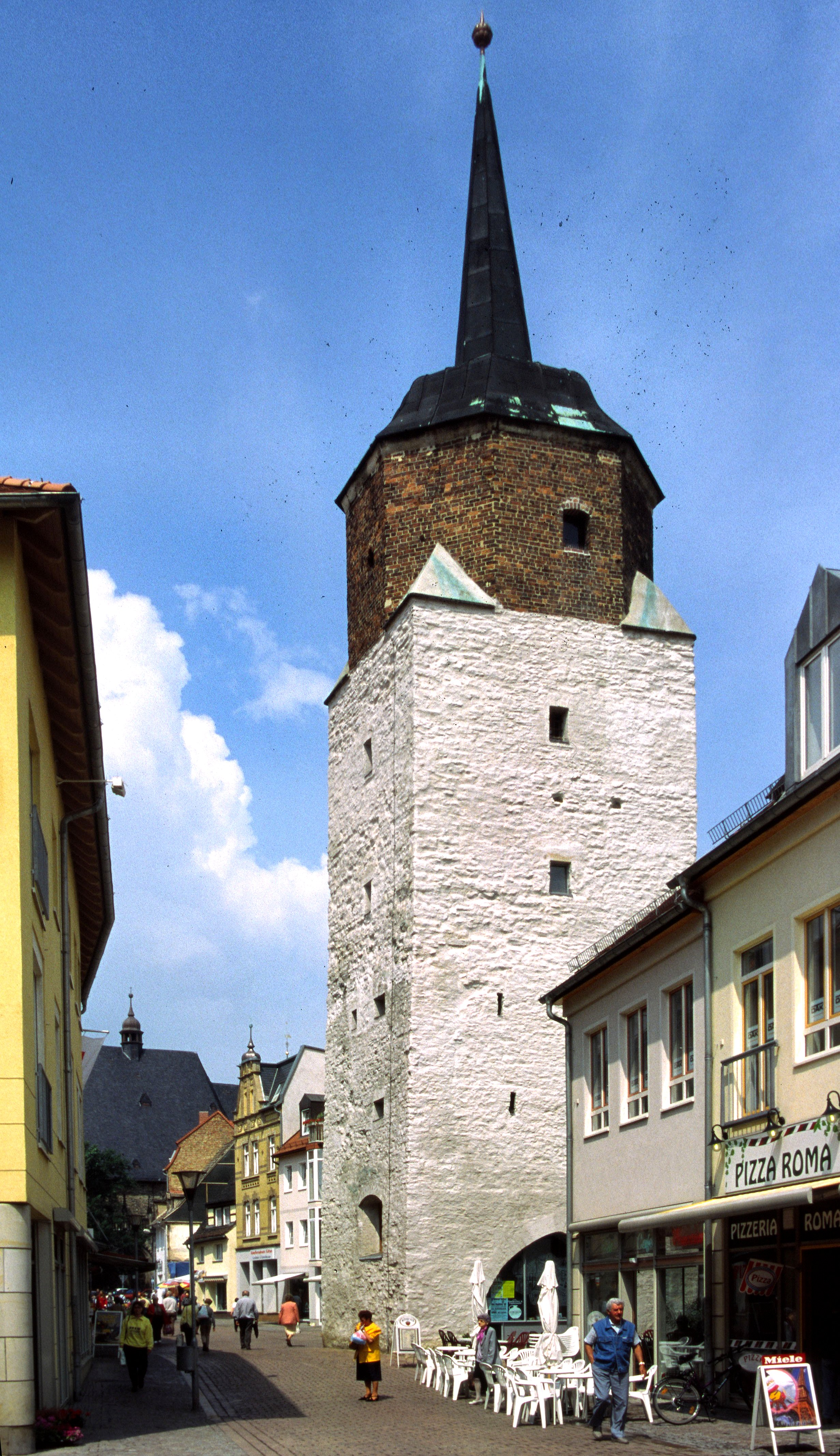
Der Hallesche Turm von 1462

### Mittelalter
Die erste Erwähnung Köthens findet sich in mehreren Chroniken, die zum Jahre 1115 berichten, dass der Askanier Otto von Ballenstedt plündernde Slawen „bei dem Orte, der Cothen heißt“, bekämpfte. Um 1150 bestand hier ein Archidiakonat unter der Dompropstei Magdeburg. 1156 wurden die „Herren von Köthen“ als Ministeriale erwähnt. 1160 wurde eine fürstliche Münzstätte in Köthen errichtet, in der zwischen 1170 und 1180 die Köthener Bernhards-Brakteaten und Denare (Pfennige) geprägt wurden.
1194 hatte der Ort bereits eigene Getreidemaße (Köthener Malter und Scheffel). 1244 wurde für Köthen erstmals ein Vogt erwähnt. Im Jahre 1290 erhielt das Kloster Gottesgnaden bei Calbe das Patronat über die Köthener Pfarrgemeinde St. Jakob, deren erste Kirche 1330 nochmals erwähnt wurde. 1295 begann die Köthener Herrschaft der Askanier mit Graf Albrecht I., der seine Residenz auf der alten Burg nahm. 1313 wurde Köthen erstmals als „civitas“ bezeichnet, d. h. eine ummauerte Stadt mit eigenen Rechten. 1323 wurde erstmals ein aus zwölf Personen bestehender Rat urkundlich erwähnt, der sich um verschiedene Dinge der Finanz-, Wirtschafts- und Wehrpolitik kümmerte. Die Namen der ersten Ratsmitglieder sind nicht überliefert, erst von 1391 sind Namen bekannt. In dem Jahr waren es der Bürgermeister Hans Menwitz, der Kämmerer Simen Schroder und der Vorwerksverwalter Klaus Dunnewert.
Als Ost-Kotene wurde das spätere Osterköthen 1339 erstmals urkundlich erwähnt. Die erste urkundlich benannte Innung Köthens war die der Bäcker, deren Innungsbrief, ausgestellt vom Fürsten Johann I. von Anhalt, vom 29. April 1373 stammt. 1377 wurde erstmals die Neustadt Köthens erwähnt, die sich vor den eigentlichen Stadtmauern entwickelt hatte, aber auch über eigene, wenn auch weniger starke Verteidigungsanlagen verfügte. 1391 wurden eine Reihe von Einrichtungen erstmals urkundlich erfasst. Dazu gehörte die Erwähnung einer Schule auf dem Gelände der heutigen Naumann-Schule, des einzigen Innungshauses Köthens, das der Schuster, des Stadtteils Neumarkt sowie des Halleschen, Magdeburger und Schalaunischen Viertels. 1396 wurde erstmals eine Burg in Köthen urkundlich erwähnt. Auf Grund von archäologischen Funden geht man davon aus, dass bereits vor den Askaniern eine slawische Burg bestand.
Im Jahr 1400 begann der Bau der neuen St.-Jakobs-Kirche auf den Grundmauern der früheren Kirche. 1406 wurde Köthen durch den Magdeburger Erzbischof Günther II., Graf von Schwarzburg belagert. Eine Kanonenkugel aus dieser Zeit wurde an der Nordseite der damals noch im Bau befindlichen Kirche zur Erinnerung mit eingemauert. 1445 wurde die gesamte Stadt Köthen unter Reichsacht gestellt. Kaiser Friedrich III. hatte diese auf Grund eines nicht näher bekannten Verbrechens eines Conrad aus Radegast ausgesprochen. Die Reichsacht währte 20 Jahre. 1450 wurde die Stadt von einer Pestepidemie heimgesucht; weitere folgten 1598, 1636 und 1681–1683. 1457 wurde das zweite Köthener Rathaus an der Stelle des vorigen errichtet. 1462 folgte der noch heute existierende Hallesche Turm, während der jetzige Magdeburger Turm erst 1562 auf Basis eines früheren Turms neu errichtet wurde. 1484 erhielt die Neustadt Fischereirecht für die Köthen umgebenden Gräben. 1494 wurde erstmals die 1785 abgebrochene Marienkapelle erwähnt.

### Frühe Neuzeit

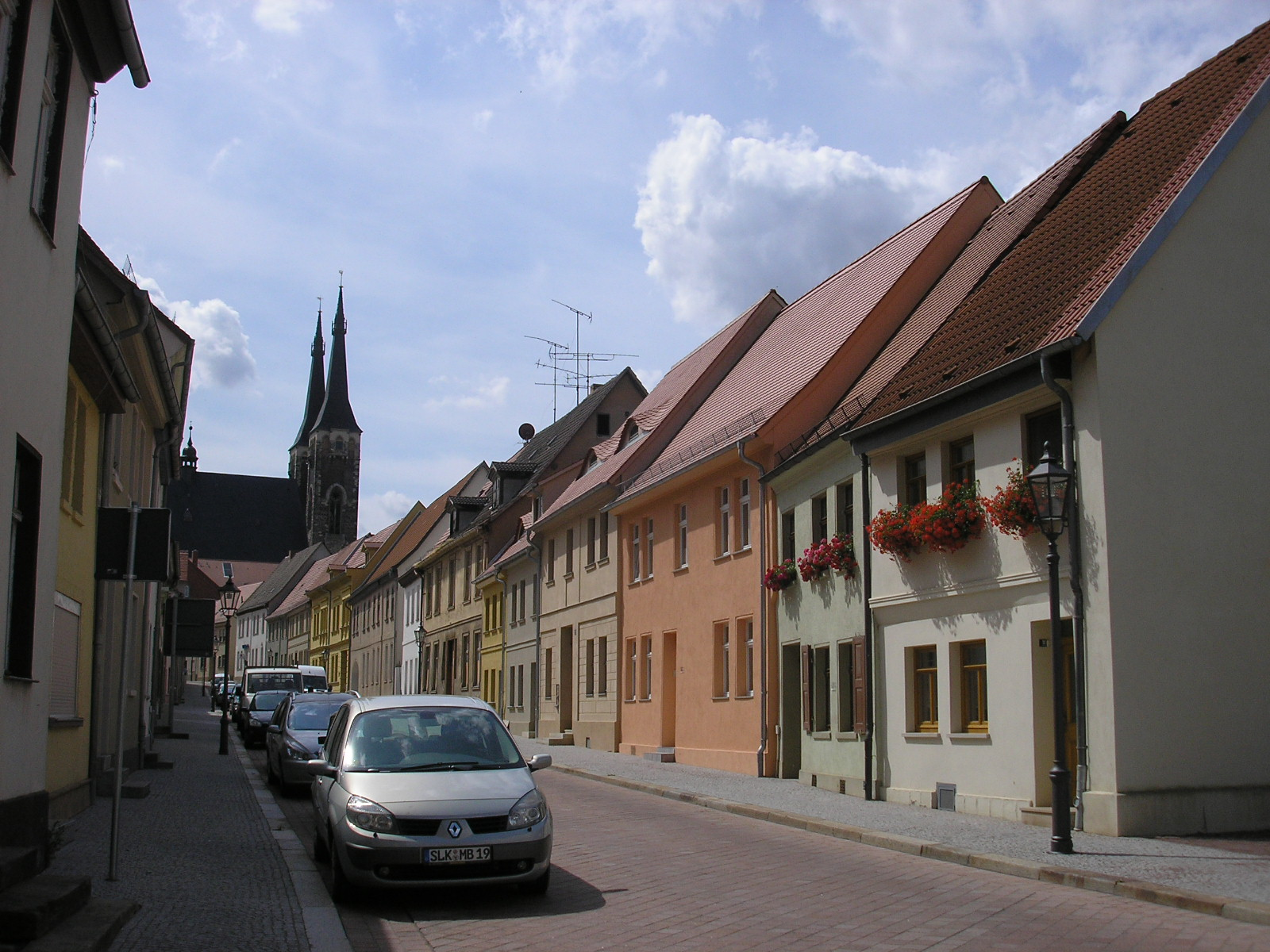
In der Altstadt sind viele Bauten aus der frühen Neuzeit erhalten

Um 1500 wurde erstmals die Schenke Schackenthal, der heutige Schwarze Bär und Sitz der Commerzbank, urkundlich erwähnt. 1502 bekam die Neustadt das Stadtrecht verliehen, die Autonomie vom Fürsten scheint aber geringer gewesen zu sein als die der Altstadt. Da 19 der insgesamt 60 Punkte der Neustädter Willkür sich mit dem Bierbrauen beschäftigten, war dies vermutlich einer der wichtigsten Wirtschaftszweige des Ortes.
Im Jahre 1525 wurde Anhalt-Köthen unter Fürst Wolfgang nach dem Vorgang von Kursachsen das zweite Land der Welt, das durch die Reformation die lutherische Lehre als Landesreligion einführte. 1527 wurde die erste Köthener Feuerordnung erlassen, die Bestimmungen für den Feuerschutz enthielt. Von Feuersbrünsten, die eine ganze Stadt vernichteten, wie sie häufig zu dieser Zeit vorkamen, blieb Köthen verschont, aber 1547 brannte die alte Askanierburg ab. Der auf der alten Köthener Burg lebende Reformator Fürst Wolfgang unternahm trotz Protest des Magdeburger Erzbischofs Albrecht 1533 die erste Kirchenvisitation, eines der frühesten Beispiele in Deutschland für die Aufnahme der landesfürstlichen Aufsicht über die Kirche. Im selben Jahr wurde erneut die einzige Schule der Stadt vermerkt, die einen Schulmeister hat. Ab 1534 begann, bedingt durch die Reformation, die Übertragung von Pfarrgrundstücken an den Rat der Stadt. So erhielt dieser 1534 3,5 Hufen des Klepziger Pfarrackers, 1535 vier Hufen „Wulfen’sches Lehen“ und 1553 erhielt die Stadt das Patronat über St. Jakob und damit über deren 15 Hufen. Zuvor hatte Fürst Wolfgang 1538 die Kalandsbrüderschaft mit Sitz in der Stiftstraße 2 enteignet und ihren Besitz an St. Jakob übertragen. Nachdem Wolfgang vom Kaiser unter Reichsacht gefallen war, besetzten spanische und ungarische Truppen unter dem Kommando des Reichsgrafen von Lodron zu Himmelfahrt 1547 die Stadt. Lodron verkaufte Köthen an den Burggrafen von Meißen. Die Askanier boten 32.000 Taler, um Köthen zurückzuerhalten, erhielten die Stadt aber erst zurück, nachdem sie sich 1551 an der Belagerung Magdeburgs beteiligt hatten und der deutsche Kaiser den Passauer Vertrag unterzeichnet hatte. 1562/1564 verzichtete Wolfgang auf seinen Anteil und Köthen fiel an Joachim Ernst. 1551 wird erstmals ein Stadtschreiber urkundlich erwähnt. 1562 erfolgte der Neubau des Magdeburger Turms. Im folgenden Jahr wurden erstmals drei Windmühlen erwähnt, die vor den Schalaunischen Toren gestanden haben.
1575 wurde nahe der Stadtmauer eine Mägdeleinschule gebaut. 1576 gab es in Köthen zwölf Innungen, die größte war die Schuster und Gewerbezunft mit 23 Meistern, die kleinste die Glaserzunft mit zwei Meistern. 1577 verbot der Rat der Stadt das Neujahrssingen; diese Form des Bettelns konnte aber nicht unterbunden werden, wie sich an regelmäßigen Erneuerungen des Verbots zeigte. 1591 wurde ein Bettelvogt eingestellt, und zur Verhinderung der Raubfischerei folgte 1592 ein Teichmeister. Am 10. Juli 1599 stürzte der ursprüngliche Kirchturm der St. Jakobskirche ein und beschädigte die gegenüberliegende Stadtschule, jedoch kam kein Mensch zu Schaden. Erst 1895 erhielt St. Jakob wieder zwei neue Türme, die höchsten in Anhalt.
Auf Grund der anhaltischen Erbteilung 1603 fiel der Landesteil Anhalt-Köthen an den jungen Fürsten Ludwig I., der mehrere Jahre in Italien verbracht hatte und anstelle der alten Wasserburg einen Hof nach italienischem Vorbild errichten wollte. Schon 1604 war der heutige Ludwigsbau vollendet, später umgeben von ausgedehnten Gartenanlagen. In Italien wurde Ludwig das erste deutsche Mitglied der Accademia della Crusca, was ihn nun zur Gründung einer ähnlichen Organisation anspornte. 1617 gründete er die Fruchtbringende Gesellschaft zur Pflege der deutschen Sprache. Im folgenden Jahr brachte er den Pädagogen Wolfgang Ratke nach Köthen, um das Schulwesen zu reformieren. Eigens zur Herstellung der neuen Schulbücher wurde die Fürstliche Druckerei und damit der erste deutsche Schulbuchverlag gegründet. Um sich vor den Wirren des Dreißigjährigen Krieges zu schützen, stellte die Stadt Köthen 80 Musketiere und 55 Pikeniere. Das Amt Köthen stellte weitere 94 Musketiere und 58 Pikeniere. Weiterhin wurde die Stadtmauer ausgebessert. 1620 wurde die Neustadt neben dem Magdeburger, Halleschen und Schalaunischen Viertel das vierte Viertel der Altstadt Köthen. 1733 entstand die heutige Lindenstraße, damals Neue Gasse. Am 27. Februar 1623 musterte Fürst Ludwig in Bernburg die Wehrbereitschaft seines Besitzes, wobei für das Amt Köthen 43 Reitpferde, zuzüglich drei Reitpferde in Nienburg und neun in Warmsdorf gezählt wurden. Um vor Kriegsgefahren zu warnen, wurden ab Mai 1623 ständig berittene Wachen aufgestellt. Ende Januar 1626 begann eine 22 Wochen dauernde Belagerung Köthens. 1639 wurde das erste Rathaus eingerissen. Am 6. Juni 1638 begann ein Neubau, der im darauffolgenden Jahr beendet war. Die Finanzierung des 473 Taler teuren Baus erfolgte über den Verkauf der Glocke des 1599 eingestürzten Kirchturms an den Juden Samuel in Zerbst für 321 Taler sowie den Verkauf verschiedener Häuser. 1649 wurde Johann Christoph Oeler zum Bürgermeister gewählt. 1665 erfolgte erstmals die Erwähnung einer Poststation in Köthen, die sich auf dem Holzmarkt befand. Im Jahr 1671 findet sich die letzte urkundliche Erwähnung des Weinbaus um Köthen.

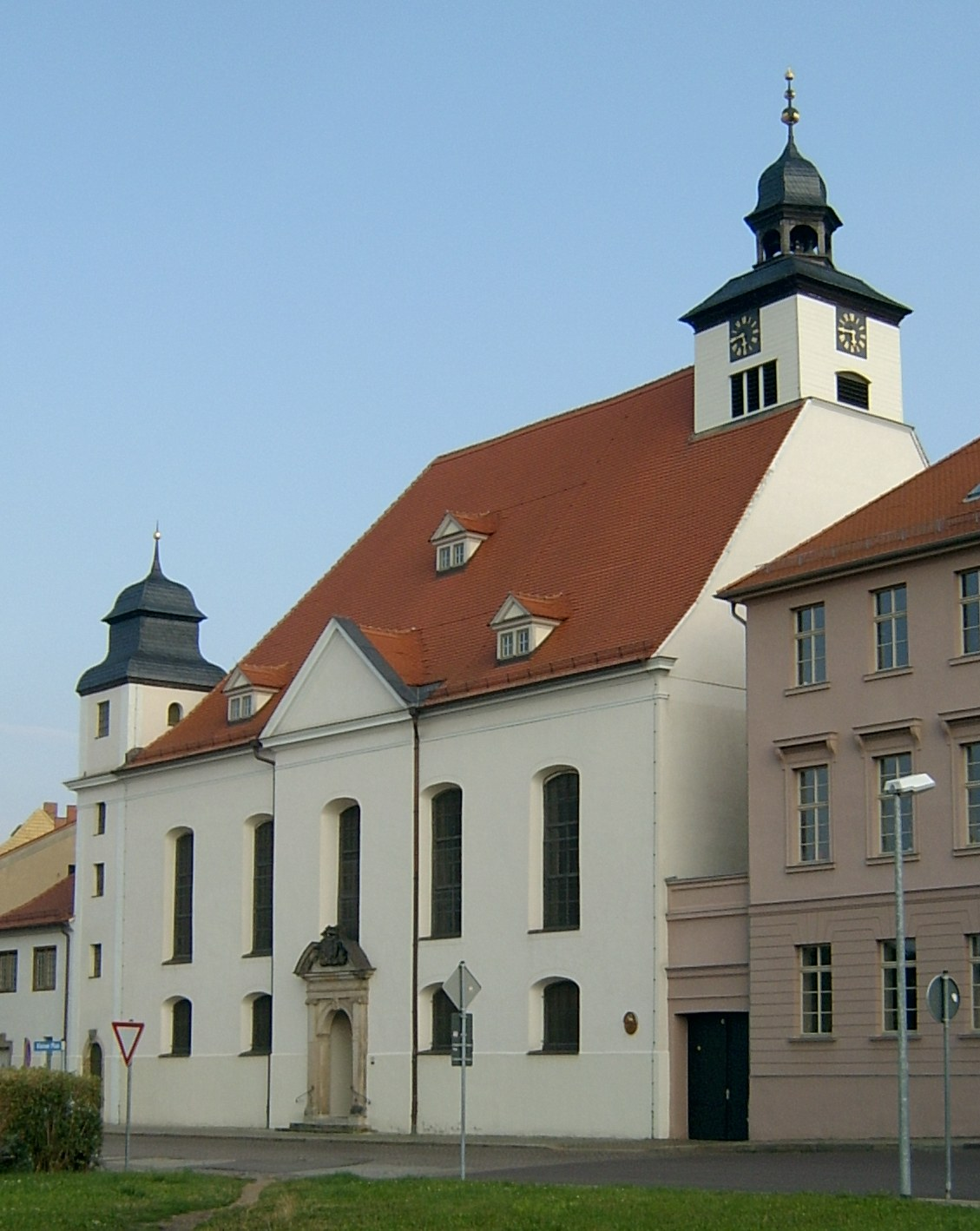
St. Agnus

1688 erhielt die Stadt die fürstliche Erlaubnis, vor dem Schalaunischen Tor Wohnhäuser zu errichten, um der gestiegenen Einwohnerzahl Rechnung zu tragen.
Am 7. Mai 1699 wurde die von Fürstin Gisela Agnes gestiftete St.-Agnus-Kirche als Köthens erste lutherische Kirche eingeweiht. Die Grundsteinlegung war bereits am 9. Oktober 1694 erfolgt, die Fertigstellung 1698. 1714 wurde die Hofkapelle unter Augustin Reinhard Stricker gegründet, formell durch Gisela Agnes, doch auf Kosten ihres musikbegeisterten Sohns Fürst Leopold, der 1716 offiziell sein Amt antrat und im folgenden Jahr Johann Sebastian Bach als Nachfolger Strickers engagierte. Bach komponierte hier viele weltliche Werke, darunter die Brandenburgischen Konzerte, sowie Teil I des Wohltemperierten Klaviers, die in den Räumen des Schlosses ihre Uraufführung erlebten. Am 27. Februar 1719 fasste Fürst Leopold den Beschluss, die Wallstraße und die Schulstraße sowie den heutigen Bachplatz als Stadterweiterung zu bebauen und mit einer neuen Stadtmauer umfassen zu lassen (Köthener Barockviertel). Hier befindet sich auch das zweite Köthener Bachhaus.

Karte von Köthen (um 1770)

Fürst August Ludwig beschloss 1747 eine allgemeine Straßenbeleuchtung der Stadt. Jeder Hausbesitzer war verpflichtet, an seinem Haus eine Laterne anzubringen, die von Ende Oktober bis Ostern brennen musste. Die Kontrolle dieser Laternen wurde von einem Laternenwächter übernommen, der 16 Groschen pro Woche dafür erhielt. 1769 erschien mit den Cöthenischen gemeinnützigen Anzeigen und Nachrichten die erste regelmäßig erscheinende Zeitung der Stadt. Auf Grund der geringen Nachfrage wurde sie aber schon eineinhalb Jahre später am 18. Januar 1771 wieder eingestellt. 1783 wurde erneut eine Zeitung unter dem Namen Gemeinnütziges Anhaltliches Wochenblatt herausgegeben. In der Springstraße wurde 1784 ein Armenhaus errichtet.

### Neuzeit

#### 19. Jahrhundert

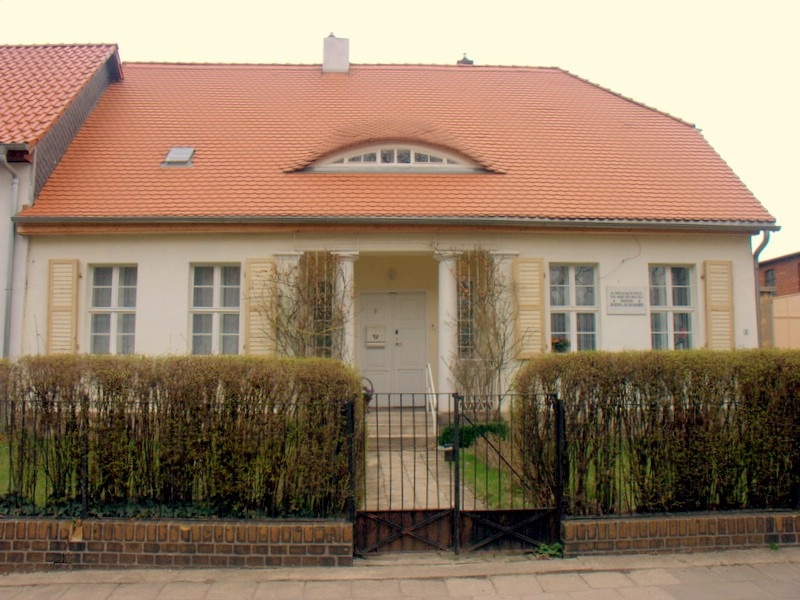
In diesem Haus in der Bernburger Straße 1 wohnte Eichendorff zwischen 1849 und 1855.

Am 18. April 1806 wurde Anhalt-Köthen ein Herzogtum. 1821 bis 1834 arbeitete der berühmte Homöopath Samuel Hahnemann als Fürstlicher Leibarzt in Köthen, wo viele seiner bekanntesten Schriften entstanden. Sein Wohnhaus in der Wallstraße ist bis heute erhalten. Auf seinen Spuren folgte der Heilpraktiker Arthur Lutze, der 1855 seine berühmte Klinik in Köthen errichtete, die heute renoviert und als Tagungsort zugänglich ist.
1822 konstruierte Hofbaumeister Gottfried Bandhauer das meisterhafte, an Ketten hängende Tonnengewölbe des Spiegelsaals im Ludwigsbau des Schlosses. 1828 errichtete Bandhauer den Ferdinandsbau, 1829 das Kloster und Krankenhaus der Barmherzigen Brüder, und 1830 wurde die katholische Kirche St. Maria eingeweiht.
Aus Richtung Magdeburg erreichte am 9. Juni 1840 die erste Eisenbahn Köthen, und der Bahnhof Köthen der Magdeburg-Leipziger Eisenbahn-Gesellschaft (heute als Tanzsaal genutzt) wurde eröffnet. Am 1. September 1840 traf aus Dessau der erste Zug der Berlin-Anhaltischen Eisenbahn ein, am 10. September 1841 wurde der durchgehende Verkehr nach Berlin aufgenommen. Der Ort wurde zum Bahnknotenpunkt. In das „erste Bahnhofshotel Deutschlands“ (heute: Hotel Stadt Köthen) wurde die seit 1820 bestehende Spielbank verlegt, nach Eröffnung der Bahnlinie nach Bernburg 1846 nahm das Spiel einen weiteren Aufschwung. Die Anhalt-Köthen-Bernburger Eisenbahn besaß einen eigenen Bahnhof südlich des Heinrichplatzes. Ende der 1860er Jahre erhielt die Magdeburg-Leipziger Eisenbahn einen neuen Bahnhof, ungefähr gleichzeitig entstand in der Georgstraße der Berlin-Halberstädter Bahnhof für die Züge in Richtung Dessau, Bernburg und Aken. Die Umsteigeprobleme wurden erst in den 1910er Jahren durch Errichtung des heutigen Bahnhofs gelöst, der die bisherigen Bahnhöfe ersetzte.
Am 23. November 1847 starb der kinderlose letzte Köthener Herzog Heinrich, und die Regierung fiel an Anhalt-Bernburg. In der Revolution von 1848 spielte die Stadt Köthen als Treffpunkt der demokratischen Kräfte eine bedeutende Rolle. 1849 erwarb Joseph von Eichendorff ein Haus in Köthen, in dem er bis 1855 wiederholt lebte. Das Haus ist noch heute erhalten. 1855 lehnte der Magistrat Köthens die Errichtung eines Gaswerks ab, 1862 wurde dieses dann doch genehmigt, und noch im selben Jahr wurden die Straßen Köthens mit Gaslicht beleuchtet. 1863 fiel das Herzogtum Anhalt-Bernburg infolge des Todes des kinderlosen Herzogs Alexander Carl an das Herzogtum Anhalt.
1879 wurde die Köthener Johannisloge Ludwig zum Palmbaum gegründet (1935 zwangsweise geschlossen). 1885 wurde die offizielle Schreibweise Köthens auf „Cöthen“ festgelegt. 1891 entstand das Friedrichs-Polytechnikum. 1892 wurde das Gebäude des Schwarzen Bären abgerissen und in seiner heutigen Form neu errichtet und als Hotel eingerichtet. 1900 wurde das heutige (vierte) Rathaus an der ursprünglichen Stelle eingeweiht.

#### 20. Jahrhundert

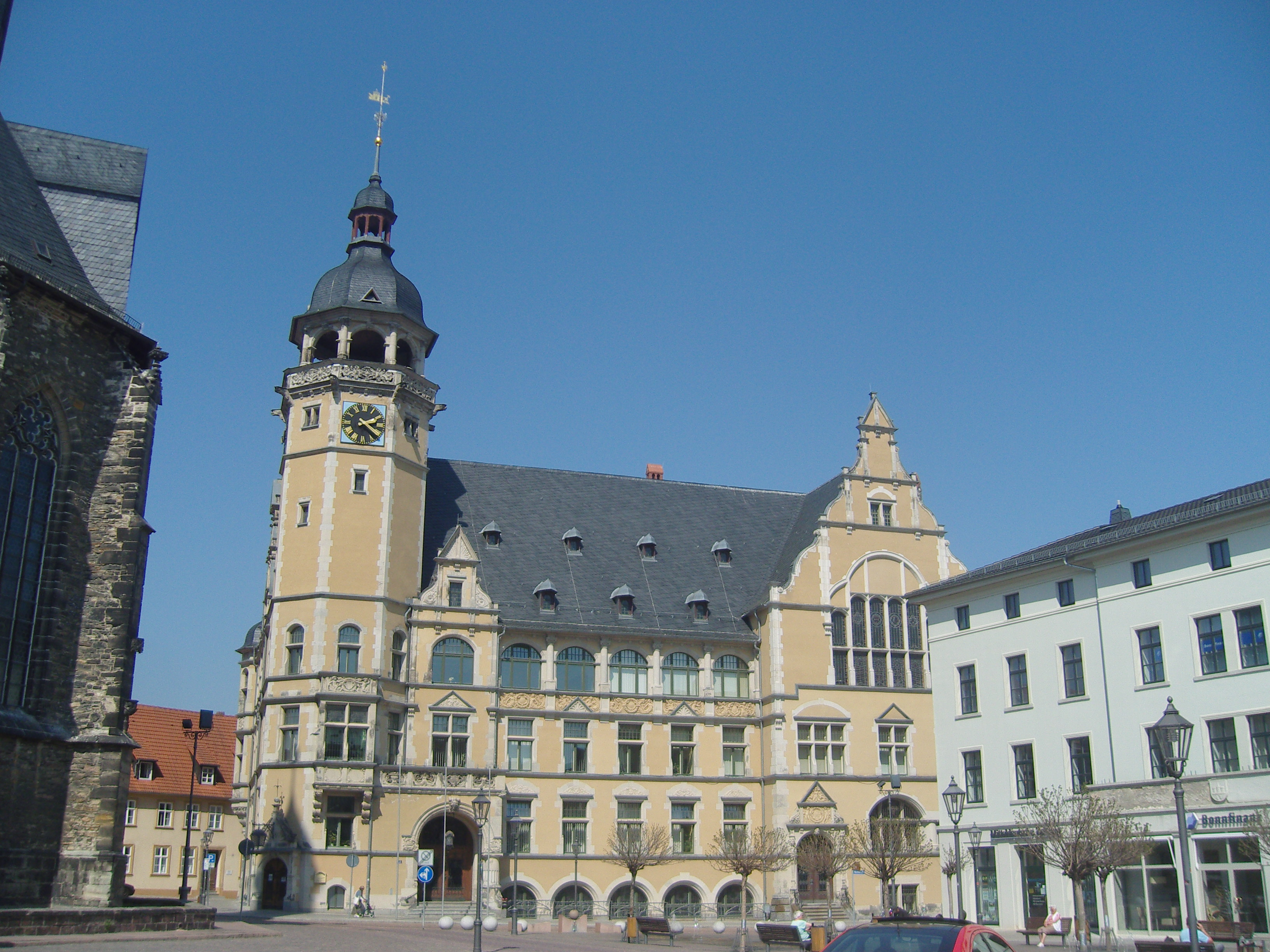
Viertes Rathaus von 1900

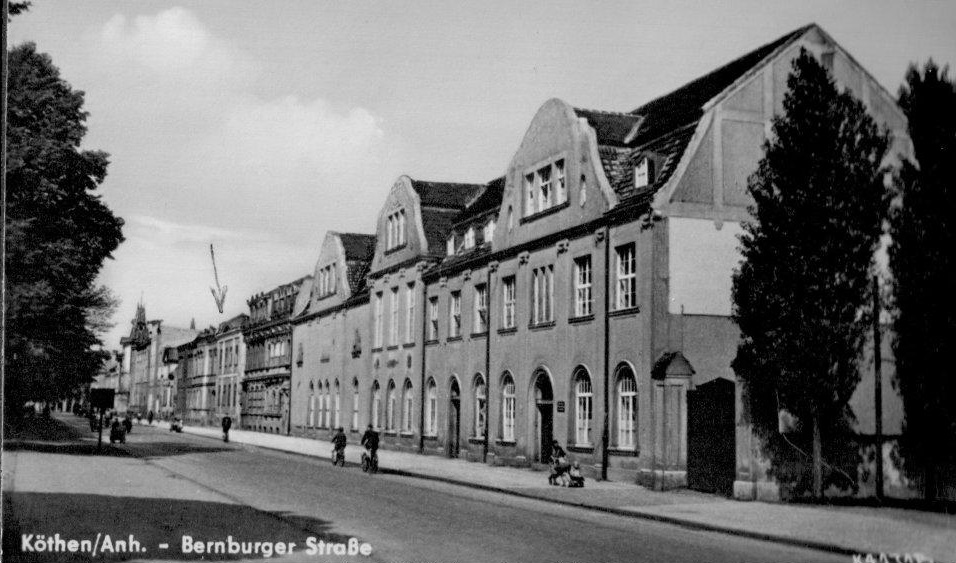
Bernburger Straße (1928)

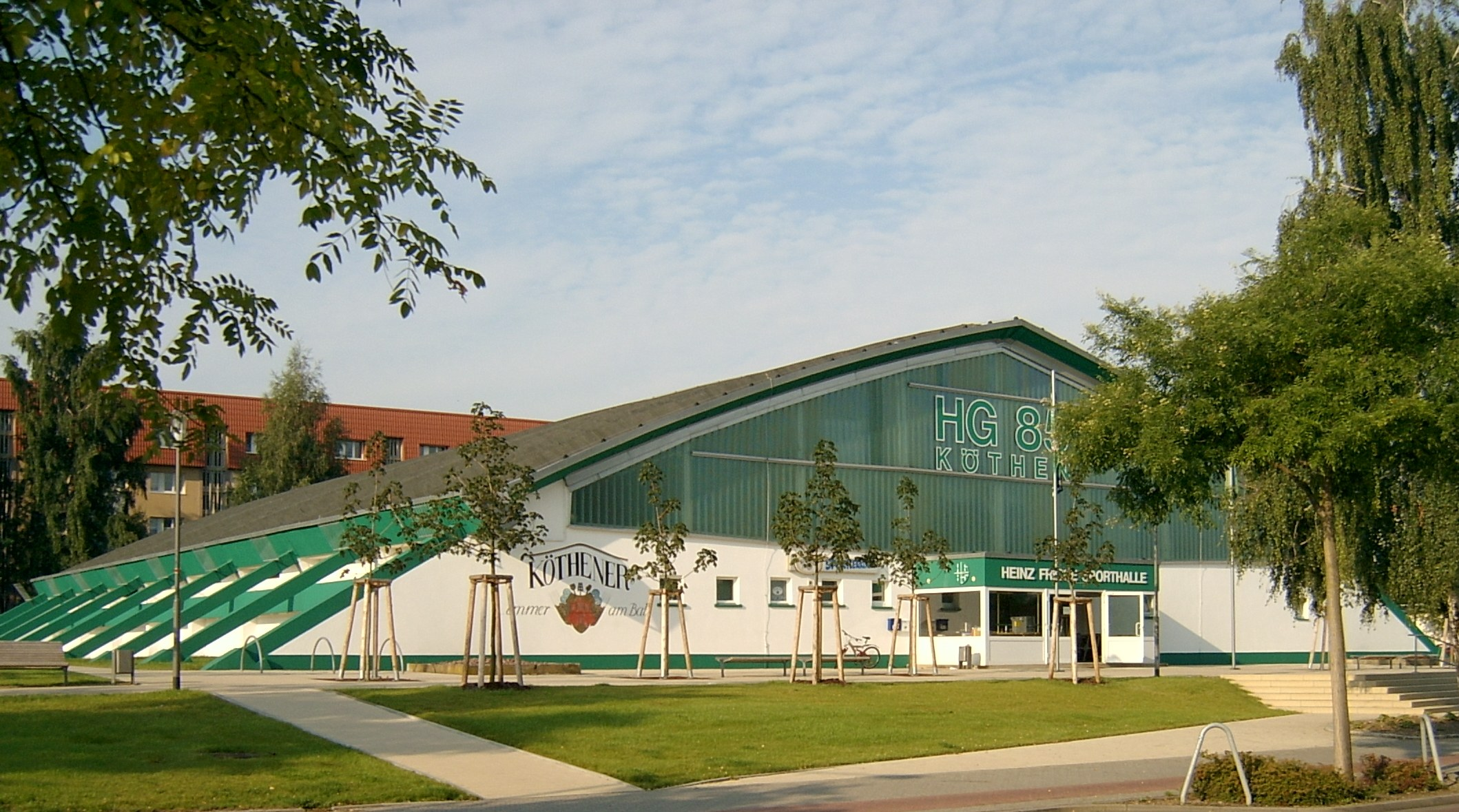
Die Sporthalle von 1974 (2007)

1907 stiftete Georg Krause das Fürst-Ludwig-Denkmal am Schlossplatz, und 1912 wurde von ihm das Haus des Dürerbundes errichtet. Das Kino in der Bärteichpromenade nahm 1908 seinen Anfang mit Cinématographen. Ab 1912 wurde das Gebäude in das Lichtspielhaus umgebaut. 1914, zu Beginn des Ersten Weltkrieges, wurde Köthen Lazarettstandort. Die Wirtschaft kam teilweise zum Erliegen, einige Unternehmen konnten ihre Produktion aber umstellen und durch Produkte für das Militär hohe Gewinne erzielen. Im Kohlrübenwinter 1916/17 wurden die Nahrungsmittel knapp. 1920 übernahm die Commerzbank den Köthener Bankverein „Oscar Sonnenthal und Co.“ und blieb bis 1945 mit einer Filiale in Köthen vertreten. 1927 wurden das Stadion und das Schwimmbad am Ratswall eröffnet. Der Name der Stadt wurde ab 12. November 1927 offiziell „Köthen“ geschrieben. 1928 erfolgten die Einweihung des städtischen Kinderheims in der Siebenbrünnenpromenade sowie die Einrichtung eines Flugplatzes südlich der Stadt für die Flugwissenschaftliche Abteilung des Polytechnikums. Später wurde daraus ein Fliegerhorst der Wehrmacht. Bei der Reichstagswahl 1930 wählten 25,5 Prozent die NSDAP, was deutlich über dem Reichsdurchschnitt von 18,2 Prozent lag. 1932 wurde per Notverordnung der Landkreis Dessau-Köthen gebildet. 1933 kehrte die Kreisverwaltung von Dessau nach Köthen zurück, im Jahr darauf wurde Köthen kreisfrei. Die Verschuldung der Stadt betrug 1932 1,2 Millionen Reichsmark, zwei Jahre darauf betrug sie 4,4 Millionen.
Die Synagoge wurde nach dem Novemberpogrome 1938 am 16. November 1938 niedergebrannt und im Jahr darauf abgerissen. Im Zweiten Weltkrieg wurde Köthen wieder Lazarettstadt; neben den sieben Schulen der Stadt wurden auch andere Gebäude dazu verwendet. 1942 wurden die letzten noch im Ort lebenden Juden in das böhmische KZ Theresienstadt deportiert.
Die direkt am Bahnhof gelegenen Gebäude der 1890 gegründeten Maschinenfabrik AG, vorm. Wagner & Co., wurden im April 1935 zum Motorenbau-Zweigwerk Köthen (MZK) der Junkers Motorenbau GmbH. Nach dem Krieg wurden die Junkers Flugzeug- und Motorenwerke auf Anordnung der Sowjetischen Militäradministration in Deutschland (SMAD) enteignet, und das MZK wurde später zum „VEB Abus (Ausrüstung für Bergbau und Schwerindustrie) Förderanlagen Köthen“ (Abriss 2007).
Am Vormittag des 20. Juli 1944 erfolgte ein Luftangriff durch 69 amerikanische B-17-Bomber der 8th Air Force, bei dem 165 Tonnen Sprengbomben abgeworfen wurden. Es entstanden Zerstörungen im Motorenwerk MZK, am Schloss mit dem dort untergebrachten Lazarett, an den Bahnanlagen. 70 Wohnhäuser wurden zerstört oder schwer beschädigt, beim Angriff starben 71 Deutsche und 16 Ausländer. Am 16. August 1944 warfen um 11:00 Uhr 71 schwere Bomber vom Typ B-24, besonders über den Motorenwerken, 110 Tonnen Spreng- und 79 Tonnen Brandbomben ab. Allgemeiner Eindruck: „Sehr schwer getroffen“. Bei beiden Bombardements zusammen gab es 106 Tote, so dass man folgern darf, dass es am 16. August etwa 35 waren. Am 12. April 1945 griff das 9. Taktische US Air Command die Stadt Köthen an. Über die dabei angerichteten Schäden und Opferzahlen sind „keine Angaben erhältlich“.
Ende 1944 erreichten die ersten Flüchtlinge aus den Ostgebieten die Stadt.
Am 14. April 1945 begannen amerikanische Truppen aus Richtung Pilsenhöhe mit dem Beschuss Köthens, um die Stadt kurz darauf einzunehmen. Anfang Juli 1945 wurde die Besatzung an die Sowjetarmee abgegeben. Die zahlreichen Flüchtlinge, die nach Köthen strömten, wurden in Baracken unweit des Fliegerhorsts untergebracht. Der Fliegerhorst wurde in der Folgezeit vom 73. sowjetischen Garde-Jagdfliegerregiment (73 Gw.IAP) genutzt. Er war militärisches Sperrgebiet.
Im Jahre 1956 wurden auf Bestreben des Generals Curtis LeMay, der 1945 die Abwürfe der Atombomben auf Hiroshima und Nagasaki befahl und einen nuklearen Präventivkrieg empfahl, circa 1100 Ziele in Osteuropa und Asien ausgewählt. Eine Atombombe mit 1200 Kilotonnen TNT Sprengkraft sollte diesen Flugplatz treffen. Die im August 1945 über Nagasaki abgeworfene Atombombe hatte im Vergleich dazu ein Äquivalent von 20 Kilotonnen TNT.
Bei einer Wahl wurde die SED die stärkste Kraft, hatte aber keine Mehrheit in der Stadtverordnetenversammlung. 1954 wurde die Köthener Karnevalsgesellschaft gegründet. 1955 war Köthen Austragungsort des Hockey-Länderspiels zwischen Indien und der DDR. Der bis zum Ende der DDR letzte Rosenmontagsumzug führte 1957 durch Köthen; den Abschluss des Umzuges bildete in Schwarz-Weiß die Klasse 10B2 der Erweiterten Oberschule J. W. Goethe, die in Frack und Zylinder liefen. Im September 1962 erhielt das Kino der Stadt nach dem Köthener Schauspieler Erich Franz den Namen Erich-Franz-Lichtspiele. Seit 1967 gibt es die alle zwei Jahre stattfindenden „Köthener Bachfesttage“. 1968 wurde das kontakt-Kaufhaus am Holzmarkt fertiggestellt. 1974 wurde die Sporthalle „25. Jahrestag der DDR“ errichtet.
Am 1. Januar 1998 benannte sich die Stadt von Köthen (Anh.) in Köthen (Anhalt) um.

#### 21. Jahrhundert
Am 18. Januar 2007 wurde in Köthen mit der Gründung der „Neuen Fruchtbringenden Gesellschaft zu Köthen – Vereinigung zur Pflege der deutschen Sprache“ die ursprüngliche Fruchtbringende Gesellschaft aus dem 17. Jahrhundert neu ins Leben gerufen. Am 1. Juli 2007 wurde Köthen Sitz der Kreisverwaltung des neu gebildeten Landkreises Anhalt-Bitterfeld. Am 29. März 2008 wurde die neue Konzerthalle im Schlossgelände mit einem Festkonzert feierlich eingeweiht.
Am 16. März 2013 verlegte der Weltärzteverband Liga Medicorum Homoeopathica Internationalis seinen Sitz nach Köthen, was Köthen die Bezeichnung Welthauptstadt der Homöopathie einbrachte. 2015 wurde zum 900-jährigen Stadtjubiläum eine Sonderbriefmarke herausgegeben.
2018 sorgten Demonstrationen von Rechten und Rechtsradikalen in Köthen für internationales Aufsehen. Vorausgegangen war der Tod von Markus B. nach einer körperlichen Auseinandersetzung mit zwei afghanischen Asylsuchenden. Rechte Parteien und Gruppierungen nutzten am 9. September 2018 einen zunächst friedlichen, von der AfD organisierten „Trauermarsch“ mit 2.500 Teilnehmern, um im Duktus von Volksverhetzern u. a. einen „Rassenkrieg“ zu beschwören. Journalisten am Rande einer Demonstration konnten ihrer Arbeit nicht frei nachgehen. Im Nachgang hat die Polizei zwölf Strafverfahren eingeleitet, u. a. wegen Diebstahls, Körperverletzung, Beleidigung und Widerstands gegen Vollstreckungsbeamte. Der polizeiliche Staatsschutz ermittelte unter anderem wegen des Verdachts der Volksverhetzung.
Als unmittelbare Reaktion auf diese und weitere Demonstrationen in Köthen formierte sich die zivilgesellschaftliche Bündnis „Friedliches Köthen“ gegründet, das sich für ein tolerantes Miteinander in der Stadt engagiert und damit nach eigenen Worten die schweigende Mehrheit der Stadt repräsentiere. Anfang 2024 hat sich das Bündnis offenes Köthen gegründet, das sich für eine offene, demokratische, pluralistische und solidarische Stadtgesellschaft einzusetzt.
Köthen ist darüber hinaus seit 2019 Teil des Bundesprogramms „Demokratie leben“ und bildet eine Partnerschaft für Demokratie.

### Eingemeindungen
Am 8. August 1994 wurde die Gemeinde Merzien mit den Ortsteilen Hohsdorf und Zehringen eingemeindet. Am 1. Januar 2004 folgten die Gemeinden Arensdorf mit dem Ortsteil Gahrendorf, Baasdorf, Dohndorf, Löbnitz an der Linde und Wülknitz.

## Bevölkerung

### Bevölkerungsentwicklung
| Jahr | Einwohner |
| ---- | --------- |
| 1391 | 01.190    |
| 1577 | 01.340    |
| 1612 | 01.840    |
| 1788 | 05.504    |
| 1800 | 05.000    |
| 1818 | 06.035    |
| 1848 | 07.637    |
| 1871 | 13.564    |
| 1890 | 18.215    |

| Jahr | Einwohner |
| ---- | --------- |
| 1900 | 22.092    |
| 1910 | 23.410    |
| 1918 | 19.684    |
| 1928 | 26.684    |
| 1940 | 34.605    |
| 1946 | 42.588    |
| 1950 | 39.365    |
| 1971 | 36.624    |
| 1985 | 35.210    |

| Jahr | Einwohner |
| ---- | --------- |
| 1990 | 33.097    |
| 2000 | 31.714    |
| 2010 | 28.243    |
| 2015 | 26.519    |
| 2020 | 25.244    |
| 2021 | 24.876    |
| 2022 | 24.133    |
| 2023 | 23.993    |
| 2024 | 24.110    |

ab 1990: Stand: 31. Dezember des jeweiligen Jahres (Angaben des Statistischen Landesamtes Sachsen-Anhalt), ab 2011 auf Basis des Zensus 2011, ab 2022 auf Basis des Zensus 2022

### Konfessionsstatistik
Laut der Volkszählung 2011 waren in jenem Jahr 11,5 % der Einwohner evangelisch, 4,6 % römisch-katholisch, und 81,4 % waren konfessionslos, gehörten einer anderen Glaubensgemeinschaft an oder machten keine Angabe.

## Politik

### Stadtrat
Der Stadtrat besteht aus 36 Ratsmitgliedern und dem Oberbürgermeister. Die Kommunalwahl am 9. Juni 2024 führte zu folgendem Ergebnis:
| Partei / Wählergruppe                                           | Stimmenanteil | Sitze |
| --------------------------------------------------------------- | ------------- | ----- |
| CDU                                                             | 26,8 %        | 10    |
| AfD                                                             | 26,2 %        | 9     |
| Die Linke                                                       | 15,9 %        | 6     |
| SPD                                                             | 12,1 %        | 4     |
| FDP                                                             | 05,8 %        | 2     |
| FFK                                                             | 04,0 %        | 2     |
| Bürgerinitiative Anhalt-Köthen / Wählerliste Sport (BI A-K/WLS) | 03,6 %        | 1     |
| Interessengemeinschaft Bürger Werte Politik in Köthen (IG BWK)  | 03,0 %        | 1     |
| Bündnis 90/Die Grünen                                           | 02,7 %        | 1     |
| Insgesamt                                                       | 100 %         | 36    |

Stadtratsvorsitzender ist Georg Heeg (CDU).

### (Ober-)Bürgermeister
- 1990–2001: Rainer Elze
- 2001–2015: Kurt-Jürgen Zander[68]
- 2016–2023: Bernd Hauschild (SPD)
- seit 2023: Christina Buchheim (Die Linke)

In der Oberbürgermeisterstichwahl am 8. März 2015 wurde Bernd Hauschild (SPD) mit 56,1 % der gültigen Stimmen zum Bürgermeister gewählt.
Seit dem 10. Juli 2023 ist Christina Buchheim Bürgermeisterin. Sie gewann die Stichwahl am 2. April 2023 mit 61,6 Prozent der gültigen Stimmen gegen Amtsinhaber Bernd Hauschild. Ihre Amtszeit beträgt sieben Jahre.
Da die Einwohnerzahl Köthens unter 25.000 gesunken war, änderte sich entsprechend dem Kommunalverfassungsgesetz des Landes Sachsen-Anhalt die Amtsbezeichnung nach der Wahl 2023 von Oberbürgermeister zu Bürgermeister.

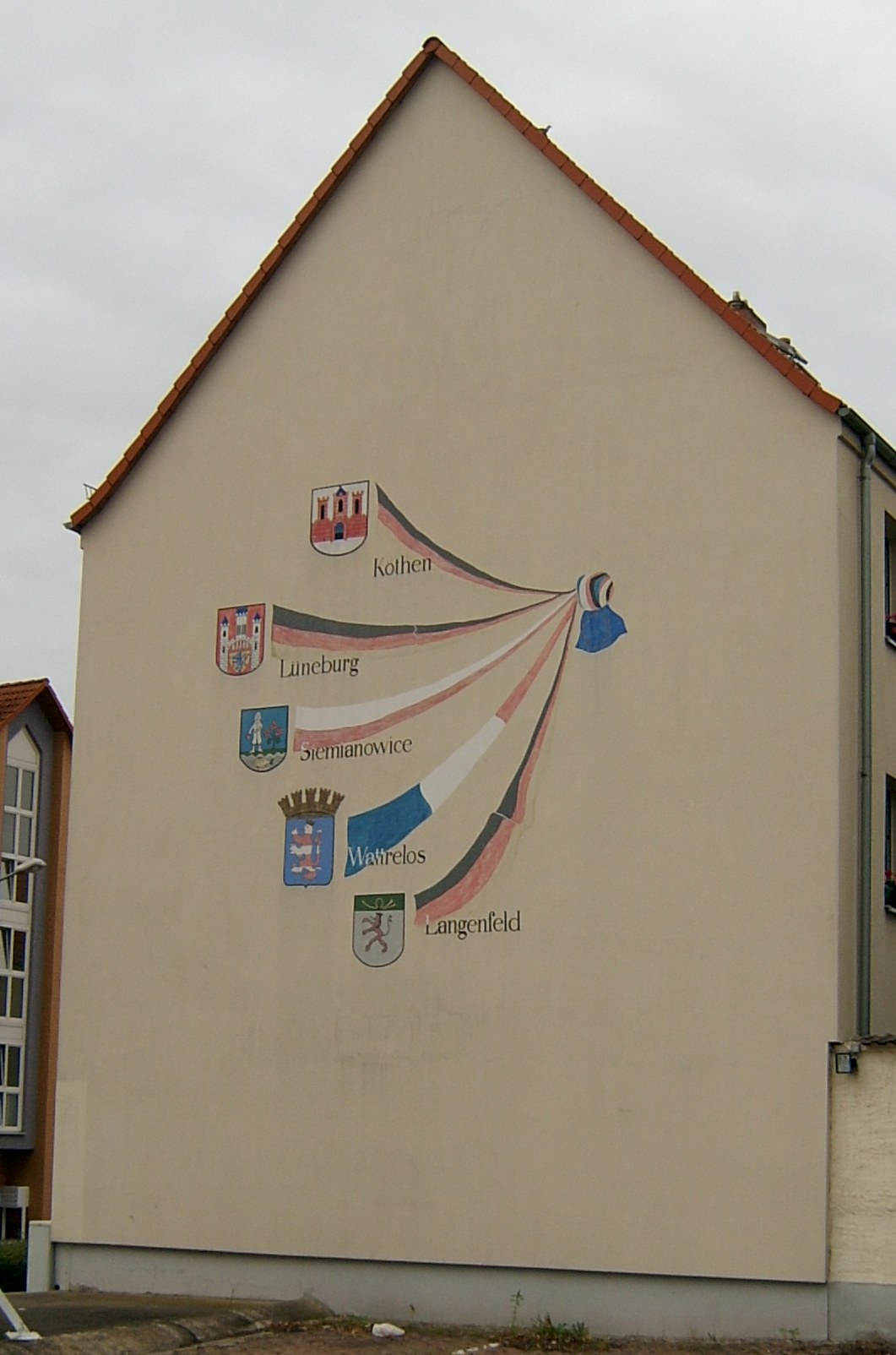
Partnerstädte

### Wappen
Blasonierung: „In Silber eine gezinnte rote Stadtmauer, schwarz gefugt, mit geöffnetem roten Tor, hochgezogenem blauen Fallgatter und drei aufgesetzten gezinnten roten, schwarz gefugten Türmen mit je einem Fenster, der größere und stärkere mittlere Turm mit blauem Kegeldach und goldenem Knauf.“

### Flagge
Die Flagge der Stadt zeigt die Farben Blau – Silber (Weiß) mit mittig aufgelegten Stadtwappen.

### Städtepartnerschaften
- Wattrelos im Département Nord (Frankreich)
- Siemianowice Śląskie (deutsch Laurahütte, Polen)

### Städtefreundschaften
- Langenfeld (Rheinland) (Nordrhein-Westfalen)
- Lüneburg (Niedersachsen)

## Kultur und Sehenswürdigkeiten

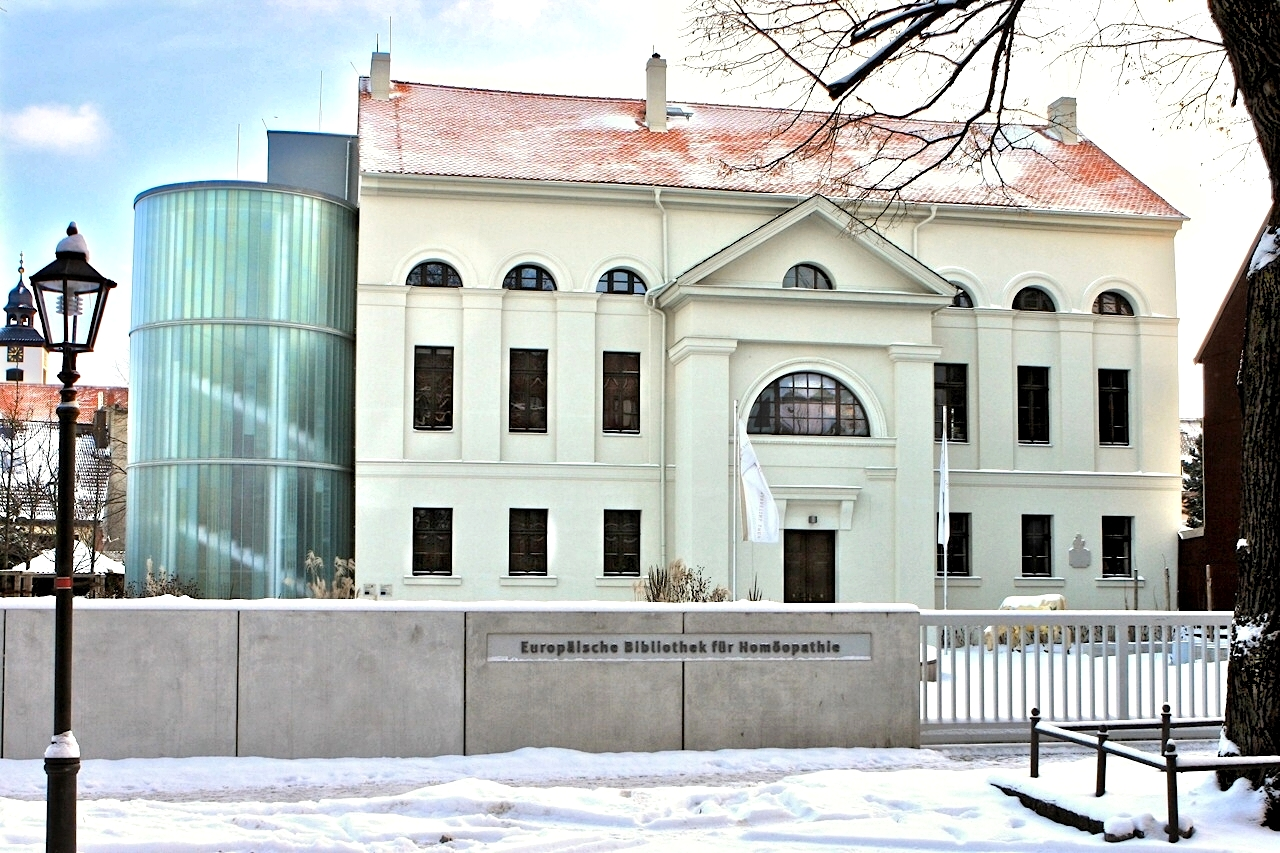
Europäische Homöopathie-Bibliothek

### Museen
- Erlebniswelt Deutsche Sprache[74] im Schloss Köthen
- Naumann-Museum, Ornithologiegeschichtliches Museum im Ferdinandsbau des Köthener Schlosses[75]
- Prähistorische Sammlung, im selben Gebäude
- Historisches Museum, im Ludwigsbau des Köthener Schlosses, mit Schlosskapelle und Spiegelsaal, Apothekengewölbe mit homöopathischer Ausstellung[76], Wendelsteine, „Steinerner Gang“ und Bachgedenkstätte
- Eichendorff-Haus
- Hahnemann-Haus
- Lutze-Klinik

### Bibliotheken
- Stadtbibliothek, Am Markt
- Europäische Bibliothek für Homöopathie (ehemaliges Spitalgebäude des Klosters der barmherzigen Brüder)
- Hochschulbibliothek der Hochschule Anhalt (FH)
- Bibliothek zur Sprachpflege (Prinzessinhaus)
- Museumsbibliothek (Schloss Köthen)
- Christliche Medienbibliothek der St. Jakobsgemeinde Köthen (Goethestraße 34)
- Quartierbibliothek der Freien Schule Anhalt
- Bücherzelle (Jürgenweg 41)
- Kreisergänzungsbibliothek (Am Flugplatz 1)

### Musik
Seit 1967 finden in Köthen die „Köthener Bachfesttage“ statt, die ein reiches Konzertprogramm in den historischen Räumen des Schlosses sowie den Kirchen der Stadt bieten.
Von 1991 bis 2011 bestand in Köthen der Live Music Circus. Diese meist Zelt genannte Diskothek befand sich am Rand der Stadt und bestand aus zwei ehemaligen Zirkuszelten.
Die Viking-Metal-Band Thrudvangar kommt aus Köthen. Auch die Synthiepop/Future-Pop-Band Nova-Spes wurde in Köthen gegründet.

### Fruchtbringende Gesellschaft
In Köthen entstand die erste Deutsche Akademie der frühen Neuzeit. Hier entstand der erste deutsche Schulbuchverlag. 2007 wurde in Köthen die Neue Fruchtbringende Gesellschaft zu Köthen – Vereinigung zur Pflege der deutschen Sprache als Nachfolgerin des ersten Sprachpflegevereins Fruchtbringende Gesellschaft aus dem 17. Jahrhundert gegründet. Sie betreibt einen Schülerwettbewerb, einen Köthener Sprachtag und ein dreitägiges Volksfest der deutschen Sprache rund um das Fürstenschloss. Es gibt ein Köthener „Haus der Deutschen Sprache“. 2011 wurde die „Straße der deutschen Sprache“ durch 25 sprachgeschichtlich bedeutsame mitteldeutsche Städte eingerichtet. Am 27. April 2013 wurde die Erlebniswelt Deutsche Sprache im Schloss Köthen eröffnet.
Die Dialekte in Sachsen-Anhalt weisen in der Region um die ehemaligen Residenzstädte Dessau, Köthen und Bernburg (Saale) sowie teilweise auch Zerbst eine charakteristische Besonderheit auf. Ein typischer Regiolekt ist die Anhaltische Mundart („Das Anhaltische“), die sich bis in die Gegenwart in der Literatur als Prosa und auch als Lyrik widerspiegelt. Sie umfasst ein Siedlungsgebiet der ehemaligen Fürstentümer und späteren Herzogtümer Anhalt-Dessau, Anhalt-Köthen, Anhalt-Bernburg mit zeitweilig Anhalt-Plötzkau sowie nördlich angrenzend teilweise Anhalt-Zerbst.

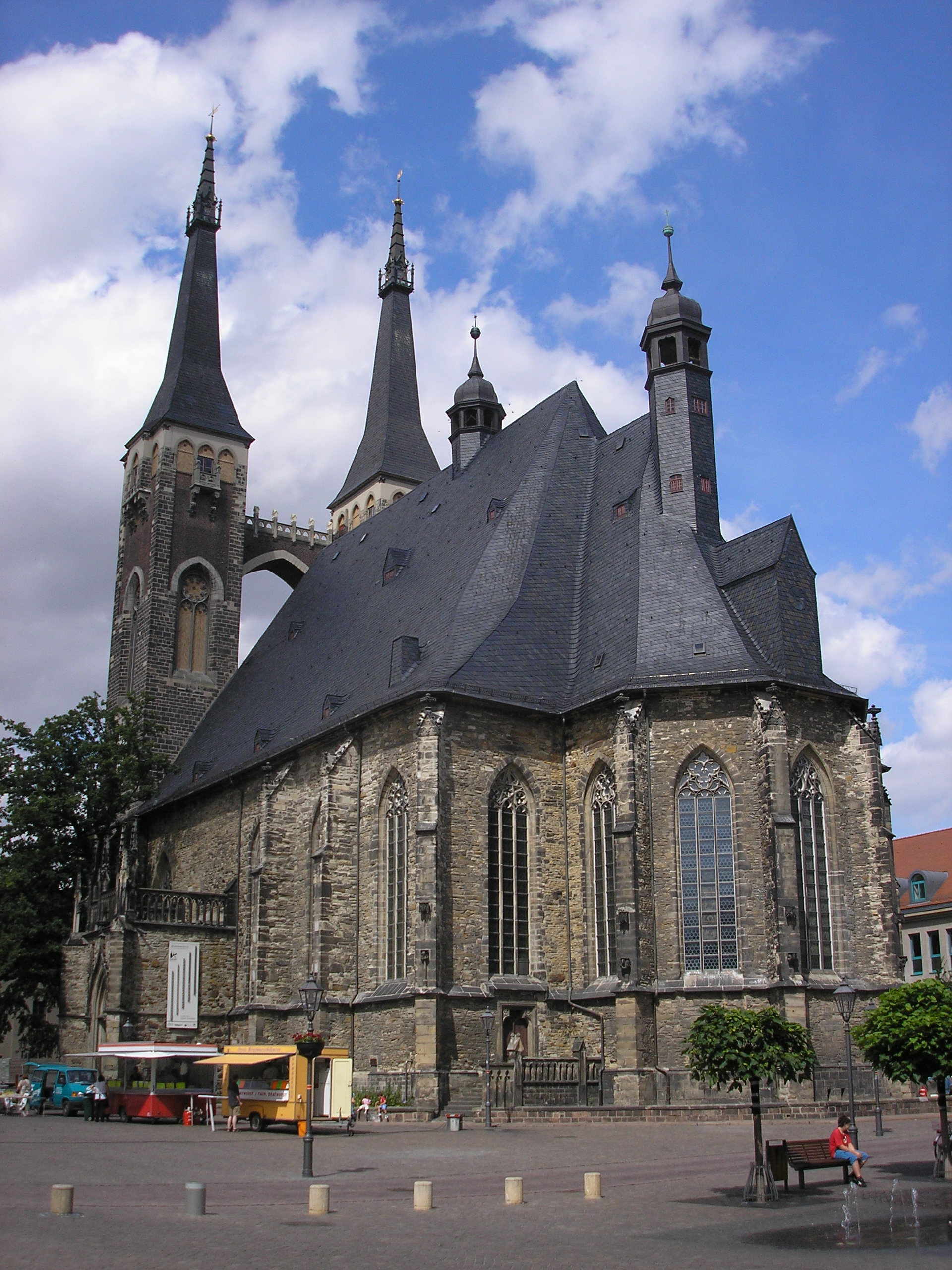
Stadtkirche St. Jakob

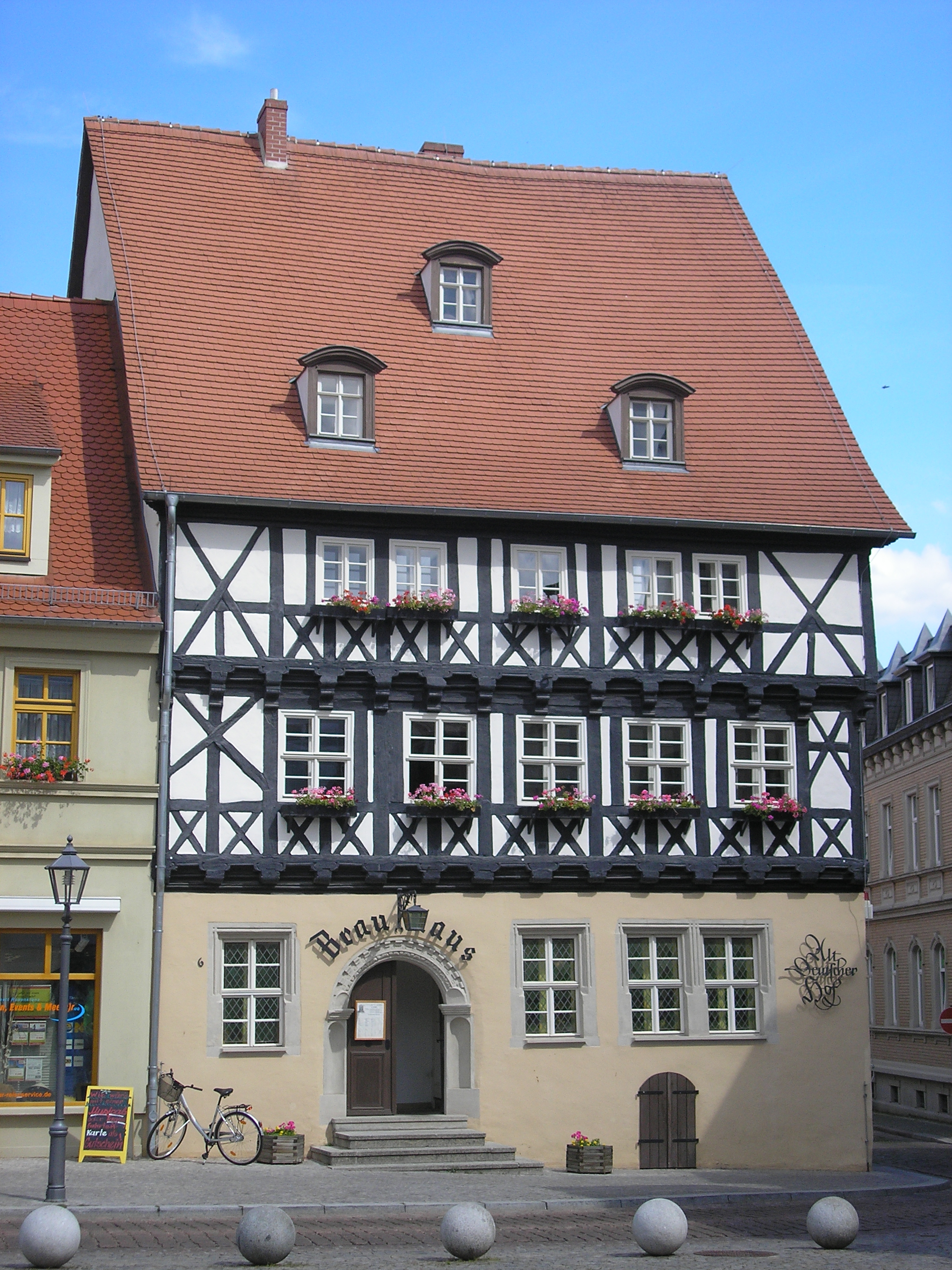
Altdeutscher Hof

### Kirchen
- St. Agnus (1699), ursprünglich evangelisch-lutherisch, mit Abendmahlsbild von Lucas Cranach d. J. (1565) und Porträt der Kirchenstifterin Gisela Agnes von Antoine Pesne (1713). Orgel erbaut von Wilhelm Rühlmann (1881). Die einsturzgefährdete Kirche konnte mit Hilfe der Deutschen Stiftung Denkmalschutz saniert und so im Juli 2012 nach 16-jähriger Bauzeit gerettet werden.[83]
- St. Jakob (1400–1514), ursprünglich katholisch, ab 1525 lutherisch, ab 1606 evangelisch-reformiert; mit Gruft des Fürstenhauses Anhalt-Köthen. Die 1872 von Friedrich Ladegast erbaute Orgel ist die bedeutendste ihrer Art in Anhalt. Taufstein von Bertel Thorvaldsen. Doppeltürme von Bernhard Sehring (1895).

Vom lutherischen bzw. reformierten Gepräge dieser beiden Kirchen zeugt nur noch die Ausgestaltung der Innenräume. Die Gottesdienste werden heute in beiden Kirchen nach der unierten Agende der evangelischen Landeskirche Anhalts gefeiert.
- St. Mariä Himmelfahrt (1830), katholisch, erbaut von Gottfried Bandhauer, bedeutende klassizistische Kirche, mit Orgel von Anton Feith (1872–1929), Krypta mit Fürstengruft
- Schlosskapelle, mit Empore von Johann Michael Hoppenhaupt und Orgel von Johann Christoph Zuberbier (1747)
- St. Anna, katholisch, 1948/49 durch Umbau der ehemaligen Gaststätte „Zum Felsenkeller“ entstanden
- St. Martin (Martinskirche, 1912–1914), ungewöhnlicher Kirchenbau von Friedrich Gothe im Jugendstil mit kreisrund angelegtem Kirchenschiff; heute Jugendclub

### Weitere Bauwerke
- Schloss Köthen
- Hallescher Turm
- Magdeburger Turm
- Löwenapotheke
- Rathaus
- Stadtbibliothek
- Altdeutscher Hof
- Lutzeklinik

### Parks
- Alter Friedhof / Friedenspark

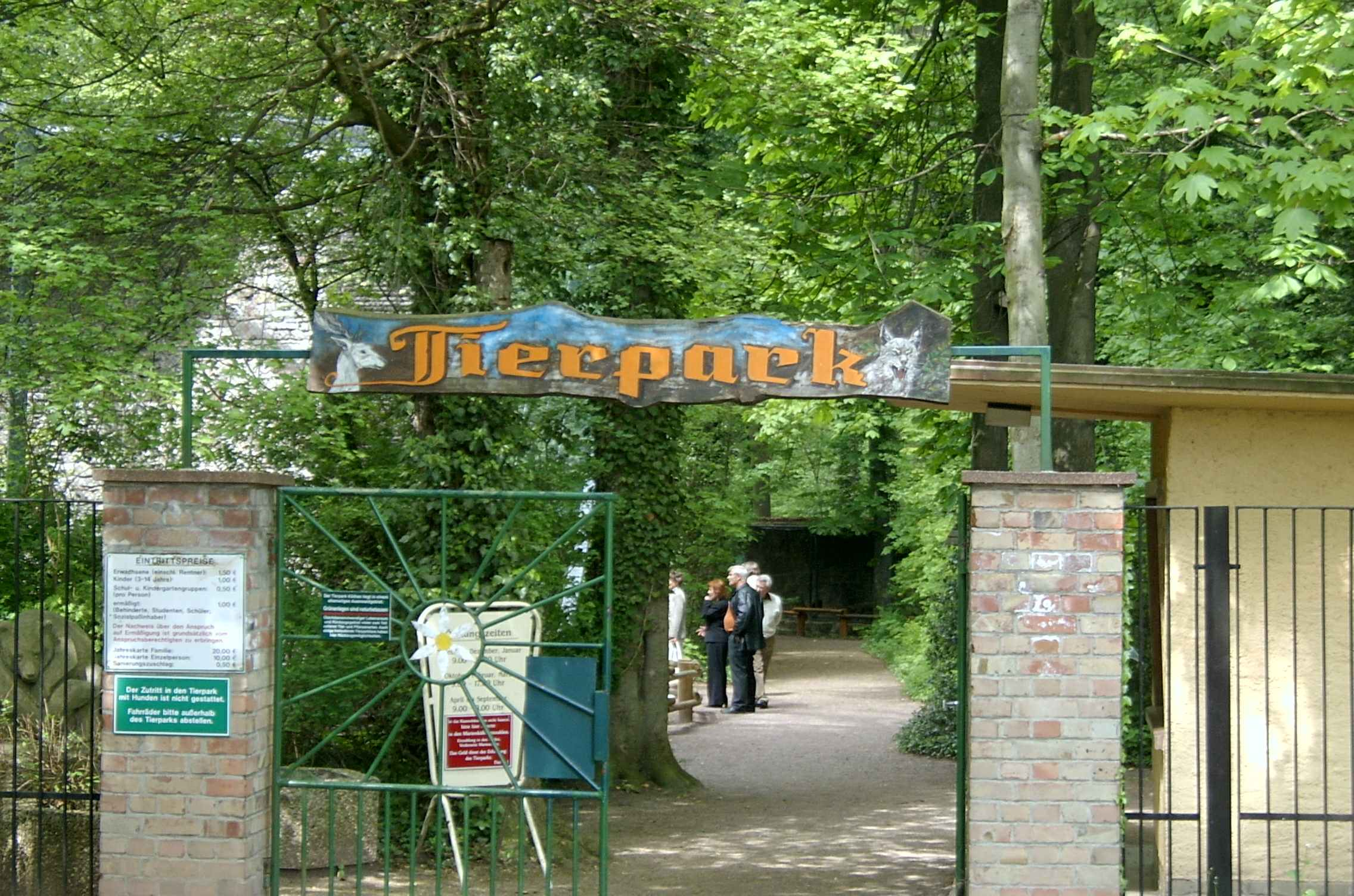
Eingang des Tierparks

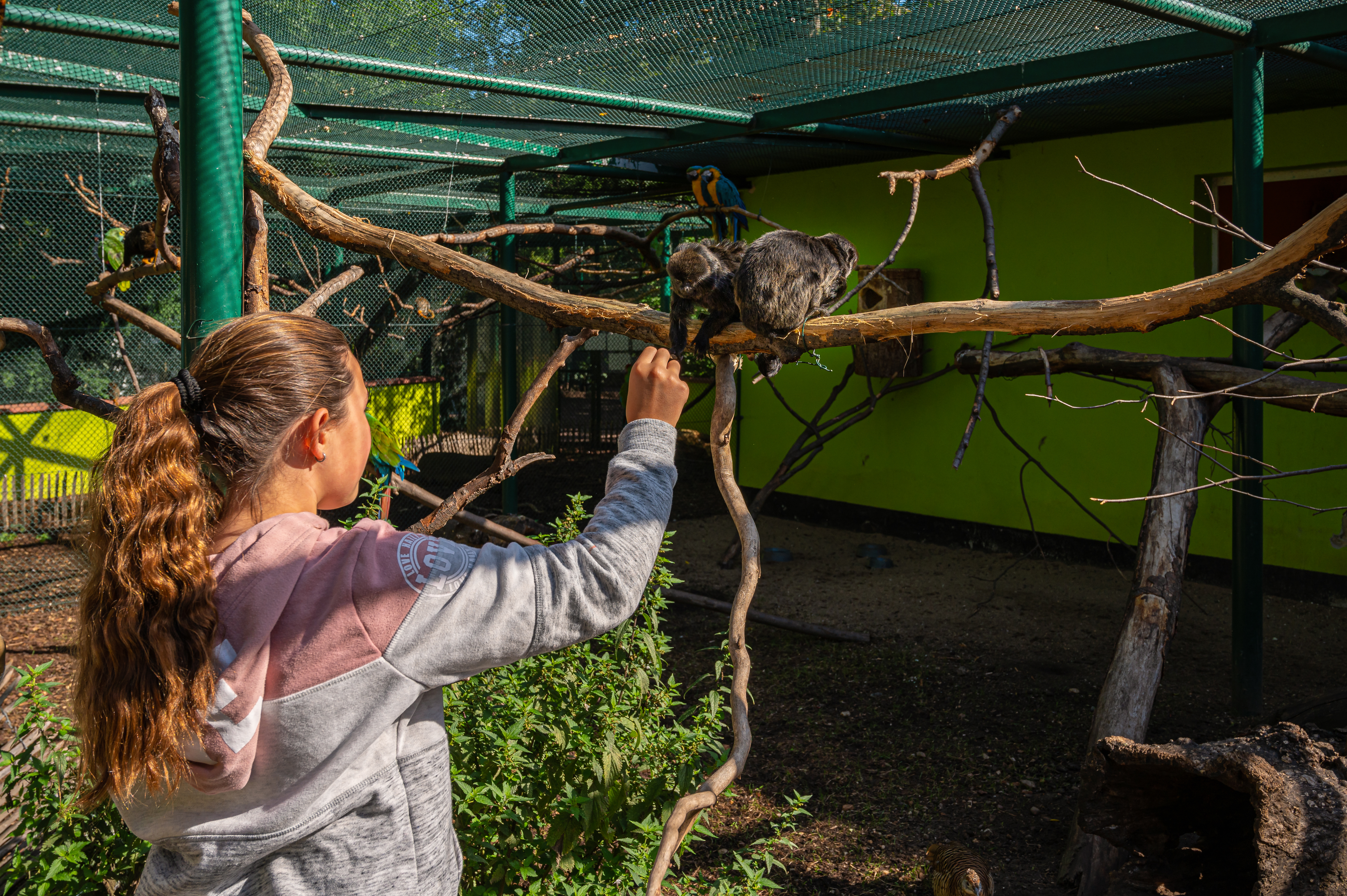
Tierpark Köthen

- Tierpark Köthen: Der heutige Tierpark Köthen wurde 1884 auf dem Gelände einer ehemaligen Fasanerie eröffnet. Gestartet wurde mit Volieren für Gold-, Silber- und Jagdfasane. Der Tierbestand vergrößerte sich in den Folgejahren stetig, wodurch auch das Tierparkgelände erweitert werden musste. Heute beherbergt der Tierpark auf 5,5 Hektar ca. 800 Tiere in 135 Arten.[84]
- Die Fasanerie hat eine Fläche von 35 Hektar und ist seit Dezember 2009 Geschützter Landschaftsbestandteil. Zu den vorkommenden Arten zählen Fledermäuse wie der Große Abendsegler, die Wasserfledermaus, die Große Bartfledermaus, zahlreiche Spechtarten und Käfer wie der Heldbock, Hirschkäfer und Eremit.[85]
- Ziethebusch (unter Naturschutz stehender Urwald am Stadtrand)
- Schlosspark
- Obstmustergarten (1902 angelegt, enthält viele traditionelle Obstsorten)[86]

### Gedenk- und Grabstätten

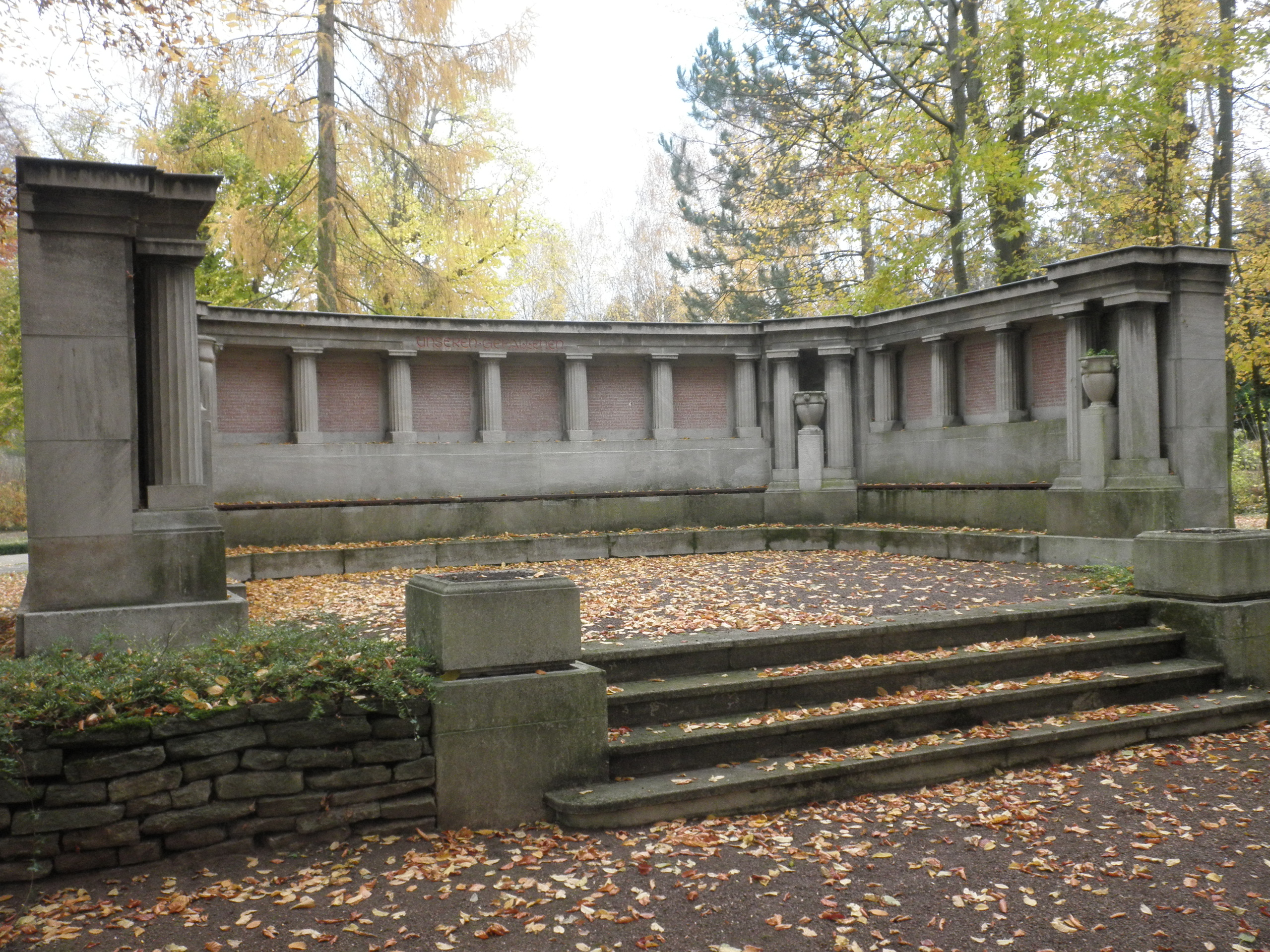
Ehrendenkmal Gefallene Erster Weltkrieg

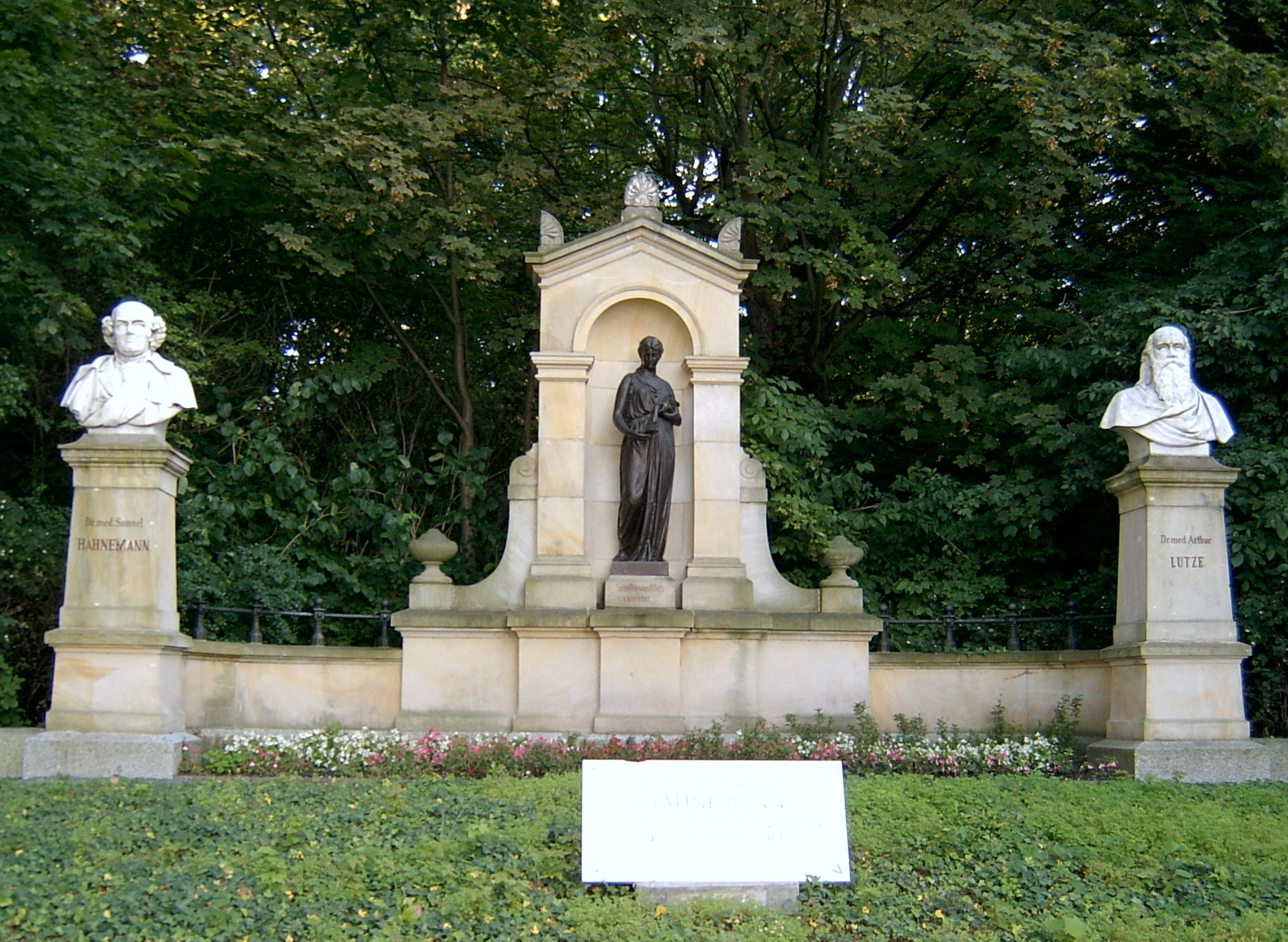
Hahnemann-Lutze-Denkmal

- Köthen, Neuer Friedhof: Ehrendenkmal für die im Ersten Weltkrieg 629 gefallenen Köthener und für die 225 in Köthener Lazaretten verstorbenen und auf dem benachbarten Gräberfeld ruhenden Soldaten (219 Deutsche und 6 Russen).[87][88]
- Köthen, Neuer Friedhof: Gräberfeld (ohne Denkmal oder Kreuz) für 361 Tote des Zweiten Weltkriegs: 247 Soldaten (Köthen war wieder Lazarettstadt), 36 Zivilisten, 11 Kriegstote anderer Nationen und 25 Unbekannte. 42 der 106 Bombenopfer von Juli und August 1944 wurden hier bestattet.[89][90]
- Köthen: Bachdenkmal, Hahnemann-Lutze-Denkmal, Fürst-Ludwig-Denkmal, Naumann-Denkmal, Angelika-Hartmann-Denkmal, OdF-Denkmal, Sowjetisches Ehrenmal, Gedenktafel der Shoa-Opfer (nach 1991 verschwunden)
- Ortsteil Baasdorf: Ernst-Thälmann-Denkmal
- Ortsteil Dohndorf: Grabmal für einen unbekannten sowjetischen Kriegsgefangenen, der während des Zweiten Weltkrieges ein Opfer von Zwangsarbeit wurde
- Ortsteil Kleinwülknitz: Denkmal für die KZ-Häftlinge des Todesmarsches aus dem KZ Langenstein-Zwieberge, die im April 1945 von SS-Männern ermordet wurden
- Ortsteil Wülknitz: Grabstätten auf dem Ortsfriedhof für fünf ums Leben gekommene KZ-Häftlinge

### Regelmäßige Veranstaltungen

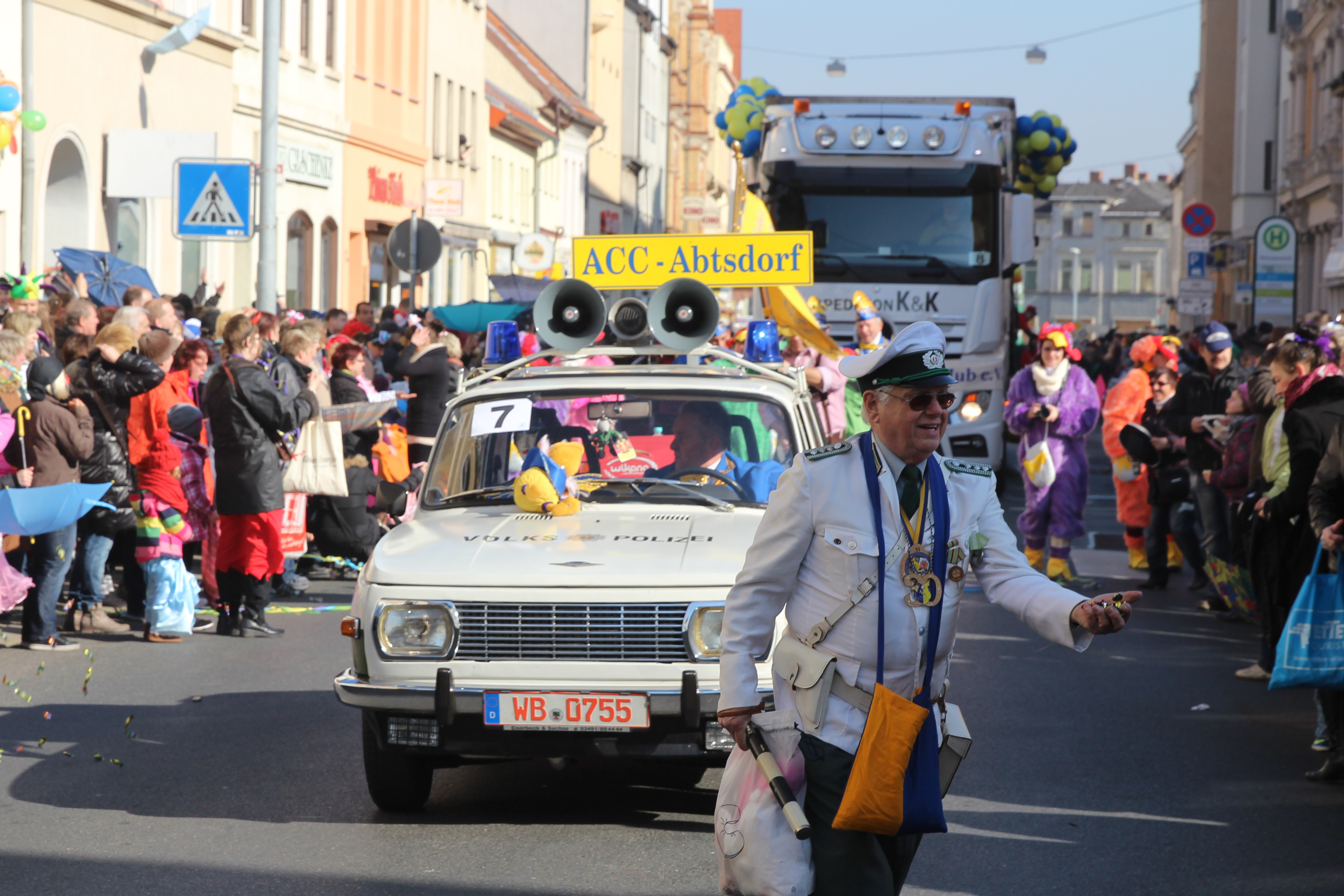
Rosenmontagsumzug 2014

Köthen gilt mit der 1. Köthener Karnevalsgesellschaft 1954 als eine der Hochburgen des Karnevals in Sachsen-Anhalt. Alle zwei Jahre finden im Rahmen der Musikfeste Sachsen-Anhalt die Köthener Bachfesttage statt.

## Wirtschaft und Infrastruktur

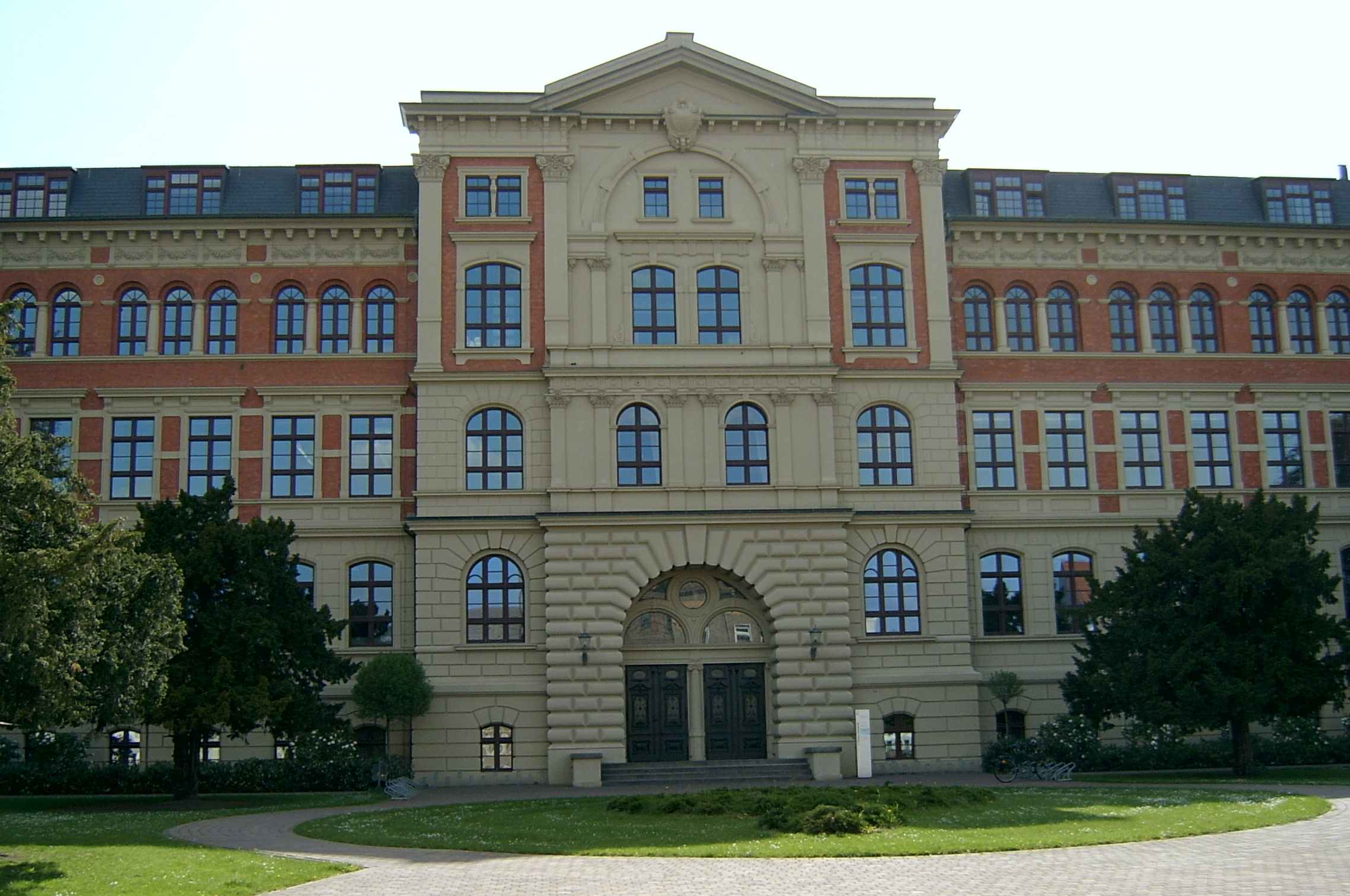
Hauptgebäude der Hochschule Anhalt, ehem. Technische Hochschule, erbaut 1887

### Ansässige Unternehmen
- Kranbau Köthen GmbH. 1990 hervorgegangen aus dem VEB Förderanlagen- und Kranbau Köthen des Kombinates TAKRAF, Teil der Georgsmarienhütte Holding GmbH
- VKK Standardkessel Köthen GmbH, 2001 hervorgegangen aus dem Zusammenschluss der Vorwärmer- und Kesselbau Köthen GmbH und der Standardkessel Lentjes-Fasel GmbH
- Unite Procurement Deutschland AG, Online-Handelsgesellschaft
- DAW SE, Produktionsstandort für Lacke und Farben, ehemals Lacufa Köthen GmbH oder VEB Lackfabrik Köthen (Kombinat Lacke und Farben)
- Wimex Gruppe, international tätige Unternehmensgruppe der Fleisch- und Agrarindustrie mit Sitz in Köthen

### Verkehr

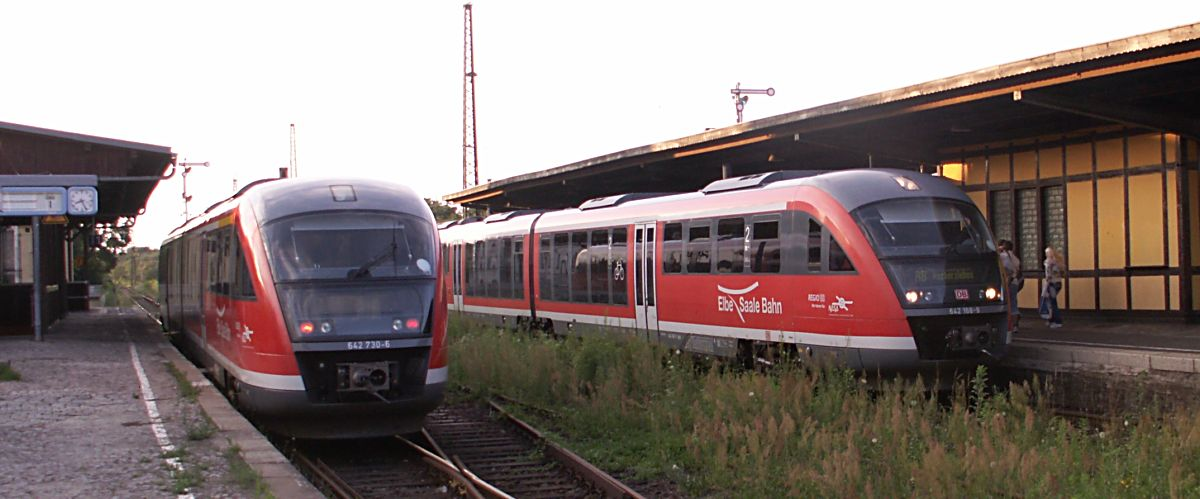
Bahnhof mit Nahverkehrszügen

Schienenverkehr: Als eine der ersten Bahnstrecken Deutschlands wurde am 1. September 1840 die Bahnstrecke Dessau–Köthen eröffnet. Nach dem abschnittsweisen Ausbau der sogenannten Anhalter Bahn über Wittenberg und Jüterbog endete diese Strecke im Berliner Anhalter Bahnhof. Köthen wurde damit zum ersten Eisenbahnknoten Deutschlands, da es zugleich auch an der bereits seit dem 9. Juni 1840 verkehrenden Magdeburg–Leipziger Eisenbahn lag.
Der Bahnhof Köthen ist heute Fernverkehrshalt für die Intercity-Züge der Linien Dresden bzw. Leipzig – Leipzig/Halle Flughafen – Halle (Saale) – Magdeburg – Braunschweig – Hannover (– Dortmund – Köln) bzw. (– Bremen – Oldenburg – Emden)
Im Regionalverkehr halten in Köthen Züge auf den Linien Magdeburg – Köthen – Halle (Saale) und Aschersleben – Bernburg (Saale) – Köthen – Dessau. Bis zum 9. Dezember 2007 verkehrte außerdem eine Regionalbahn nach Aken (Bahnstrecke Köthen–Aken), heute wird die Strecke nur noch im Güterverkehr genutzt.
Straßenverkehr: Die Beleuchtung der öffentlichen Straßen und Plätze erfolgt in der Stadt Köthen durch 3.300 Quecksilberdampf- und Natriumdampflampen.
Radverkehr: Durch den Ort verläuft der Europaradweg R1, der das französische Boulogne-sur-Mer mit Sankt Petersburg in Russland verbindet. Auf derselben Routenführung verläuft auf diesem Abschnitt ebenfalls der Radweg Deutsche Einheit sowie der D11.

### Bildung
In Köthen befinden sich die Verwaltung der auf drei Standorte verteilten Hochschule Anhalt, einer Fachhochschule mit Bachelor- und Masterabschlüssen, die hier mit Studiengängen des technischen Profils vertreten ist. Außerdem gibt es das Forschungs- und Technologietransferzentrum Köthen (FTTZ) sowie ein Berufliches Schulzentrum.
Zudem befindet sich in Köthen das einzige Gymnasium im ehemaligen Kreis Köthen, das Ludwigsgymnasium mit über 1000 Schülern, eine Schule für lernbehinderte Schüler, die Dr.-Samuel-Hahnemann-Schule, sowie eine Förderschule mit dem Förderschwerpunkt Geistige Entwicklung, die Angelika-Hartmann-Schule.

### Gesundheitswesen
In Köthen befindet sich neben mehreren Arztpraxen zur ambulanten medizinischen Versorgung die Helios Klinik Köthen. Das Medizinische Versorgungszentrum des Gesundheitszentrums Bitterfeld-Wolfen unterhält in Köthen eine Nebenbetriebsstätte mit einer HNO-Praxis.

### Sport
Der Handballverein HG 85 Köthen spielt derzeit in der Regionalliga.
Der Hockeyverein Cöthener HC 02 spielt auf dem Feld in der 2. Bundesliga Süd und in der Halle in der 2. Bundesliga Ost. In der DDR gehörte er zu den erfolgreichsten Vereinen im Hockeysport und wurde mehrfach DDR-Meister.
Die Privilegierte Schützengilde zu Cöthen von 1443 e. V. ist einer der ältesten Schützenvereine in Mitteldeutschland und betreibt den Schießstand „Baggerkiete Köthen“ am Güterseeweg.

### Freizeiteinrichtungen
- Veranstaltungszentrum Köthen: Das Veranstaltungszentrum wurde 2008 eröffnet und befindet sich in der ehemaligen Reithalle des Schlosses Köthen. Es stehen vier unterschiedlich große Säle zur Verfügung, die nach Johann Sebastian Bach und dessen Familienmitgliedern benannt sind und für verschiedene Veranstaltungen wie Konzerte und Tagungen genutzt werden.[98]

Der 1. TC Köthen ist Köthens größter Tennisverein mit insgesamt sechs Plätzen.
Der Gütersee (Köthen) ist ein Baggersee in Köthen (Anhalt). Das Gewässer wird für den Angelsport genutzt.

## Sonstiges
- Auf dem Gelände des ehemaligen Militärflugplatzes Köthen wurde bis Ende 2008 eines der weltweit größten Photovoltaik-Kraftwerke errichtet.
- Der durch die Thüringer Landessternwarte in Tautenburg am 1. Februar 1989 erstmals entdeckte Asteroid (10747) Köthen wurde nach der Stadt Köthen (Anhalt) benannt.
- Überregionale Bekanntheit erlangte die in der Stadt lebende Familie Ritter durch die ab 1994 von stern TV produzierten Beiträge.